# Idol Producer
Idol Producer (giản thể: 偶像练习生, bính âm: Ǒuxiàng Liànxíshēng, Hán-Việt: Ngẫu tượng luyện tập sinh; tiếng Việt: Thực tập sinh thần tượng) là một chương trình Truyền hình thực tế sống còn về một nhóm nhạc nam được sản xuất bởi iQIYI. Chương trình chính thức được phát sóng online trên trang iQIYI từ ngày 19 tháng 1 năm 2018. Chương trình ngay lập tức đã thu hút được hơn 100 triệu lượt xem chỉ trong giờ đầu phát sóng.
Ngày 6 tháng 4 năm 2018, trong tập Chung kết được phát sóng trực tiếp, chương trình thông báo 9 thí sinh chiến thắng cuối cùng sẽ được ra mắt chính thức trong nhóm nhạc mang tên Nine Percent.

## Khái niệm
Idol Producer tổ chức cuộc thi giữa 100 thực tập sinh đến từ 31 công ty giải trí và môi giới cả trong và ngoài Trung Quốc, cùng với các thực tập sinh tự do không thuộc bất kỳ công ty nào. Các thực tập sinh sẽ được tham gia các khóa đào tạo và thực hiện các thử thách biểu diễn trong suốt quá trình ghi hình dài 4 tháng. 9 trong số 100 thực tập sinh được lựa chọn thông qua hệ thống bỏ phiếu của người xem sẽ được ra mắt trong một nhóm nhạc nam 9 thành viên. Cách thức bình chọn được cho là giống với chương trình Produce 101 và Mix Nine của Hàn Quốc.

## Huấn luyện viên
| Tên                                    | Tuổi | Vai trò                        | Ghi chú                                         |
| -------------------------------------- | ---- | ------------------------------ | ----------------------------------------------- |
| Trương Nghệ Hưng (Zhang Yi Xing / LAY) | 28   | Đại diện nhà sản xuất quốc dân | Thành viên của EXO                              |
| Lý Vinh Hạo (Li Rong Hao)              | 32   | Cố vấn thanh nhạc              |                                                 |
| Jackson Wang (Vương Gia Nhĩ)           | 26   | Cố vấn Rap                     | Thành viên của Got7                             |
| Âu Dương Tĩnh (Jin)                    | 35   | Cố vấn Rap                     |                                                 |
| Cheng Xiao (Trình Tiêu Tiêu)           | 21   | Cố vấn vũ đạo                  | Thành viên của Cosmic Girls/WJSN                |
| Zhou Jieqiong (Châu Khiết Quỳnh)       | 21   | Cố vấn vũ đạo                  | Cựu thành viên I.O.I Cựu thành viên của Pristin |

## Thí sinh
Màu phân loại
- Top 9 chung cuộc - Thành viên của Nine Percent
- Nằm trong top 9 trong tuần
- Rời chương trình
- Bị loại

| Công ty quản lý                                                    | Tên                                     | Quốc tịch     | Lớp           | Lớp                      | Xếp hạng                 | Xếp hạng                 | Xếp hạng                           | Xếp hạng                           | Xếp hạng                           | Xếp hạng                           | Xếp hạng                           | Xếp hạng                           | Xếp hạng                           | Xếp hạng      |
| Công ty quản lý                                                    | Tên                                     | Quốc tịch     | 1             | 2                        | Tập 2                    | Tập 3                    | Tập 4(Live Votes)                  | Tập 5                              | Tập 6                              | Tập 7 (Live votes)                 | Tập 8                              | Tập 9 (Live Votes)                 | Tập 10                             | Tập 12        |
| Công ty quản lý                                                    | Thực tập sinh                           | Thực tập sinh | Thực tập sinh | Thực tập sinh            | Thực tập sinh            | Thực tập sinh            | Thực tập sinh                      | Thực tập sinh                      | Thực tập sinh                      | Thực tập sinh                      | Thực tập sinh                      | Thực tập sinh                      | Thực tập sinh                      | Thực tập sinh |
| ------------------------------------------------------------------ | --------------------------------------- | ------------- | ------------- | ------------------------ | ------------------------ | ------------------------ | ---------------------------------- | ---------------------------------- | ---------------------------------- | ---------------------------------- | ---------------------------------- | ---------------------------------- | ---------------------------------- | ------------- |
| Hương Tiêu Giải Trí Banana Entertainment (香蕉娱乐)                | Lâm Siêu Trạch Lin Chaoze (林超泽)      |               | A             | A                        | 32                       | 20                       | 35                                 | 14                                 | 14                                 | 36                                 | 16                                 | 32                                 | 15                                 | 19            |
| Hương Tiêu Giải Trí Banana Entertainment (香蕉娱乐)                | Lâm Ngạn Tuấn Lin Yanjun (林彦俊)       |               | C             | D                        | 31                       | 27                       | 51                                 | 28                                 | 19                                 | 19                                 | 22                                 | 6                                  | 11                                 | 5             |
| Hương Tiêu Giải Trí Banana Entertainment (香蕉娱乐)                | Lý Nhược Thiên Li Ruotian (李若天)      |               | C             | F                        | 55                       | 64                       | 54                                 | Bị loại                            | Bị loại                            | Bị loại                            | Bị loại                            | Bị loại                            | Bị loại                            | Bị loại       |
| Hương Tiêu Giải Trí Banana Entertainment (香蕉娱乐)                | Lục Đình Hạo Lu Dinghao (陸定昊)        | C             | C             | 39                       | 34                       | 9                        | 30                                 | 36                                 | 38                                 | 31                                 | 27                                 | Bị loại                            | Bị loại                            |               |
| Hương Tiêu Giải Trí Banana Entertainment (香蕉娱乐)                | Khương Kinh Tá Jiang Jingzuo (姜京佐)   | C             | C             | 59                       | 60                       | 12                       | Bị loại                            | Bị loại                            | Bị loại                            | Bị loại                            | Bị loại                            | Bị loại                            | Bị loại                            |               |
| Hương Tiêu Giải Trí Banana Entertainment (香蕉娱乐)                | Khâu Trì Hài Qiu Zhixie (邱治谐)        | C             | C             |                          | 96                       | 95                       | Bị loại                            | Bị loại                            | Bị loại                            | Bị loại                            | Bị loại                            | Bị loại                            | Bị loại                            | 89            |
| Hương Tiêu Giải Trí Banana Entertainment (香蕉娱乐)                | Vưu Trường Tĩnh You Zhangjing (尤长靖)  |               | B             | A                        | 69                       | 13                       | 34                                 | 10                                 | 10                                 | 3                                  | 8                                  | 10                                 | 8                                  | 9             |
| Hương Tiêu Giải Trí Banana Entertainment (香蕉娱乐)                | Cao Mậu Đồng Gao Maotong (高茂桐)       |               | C             | D                        | 46                       | 53                       | 22                                 | Bị loại                            | Bị loại                            | Bị loại                            | Bị loại                            | Bị loại                            | Bị loại                            | Bị loại       |
| Hương Tiêu Giải Trí Banana Entertainment (香蕉娱乐)                | Bối Hoành Lâm Bei Honglin (貝汯璘)      |               | C             | B                        | 33                       | 37                       | 20                                 | 37                                 | 45                                 | 49                                 | Bị loại                            | Bị loại                            | Bị loại                            | Bị loại       |
| Nhạc Hoa Giải trí Yuehua Entertainment (乐华娱乐)                  | Chu Chính Đình Zhu Zhengting (朱正廷)   |               | A             | A                        | 5                        | 5                        | 2                                  | 5                                  | 4                                  | 1                                  | 4                                  | 3                                  | 7                                  | 6             |
| Nhạc Hoa Giải trí Yuehua Entertainment (乐华娱乐)                  | Justin (黄明昊) (Hoàng Minh Hạo)        | A             | B             | 4                        | 4                        | 7                        | 4                                  | 2                                  | 8                                  | 2                                  | 2                                  | 4                                  | 4                                  |               |
| Nhạc Hoa Giải trí Yuehua Entertainment (乐华娱乐)                  | Lý Quyền Triết Li Quanzhe (李权哲)      | F             | B             | 24                       | 30                       | 74                       | 8                                  | 9                                  | 14                                 | 12                                 | 23                                 | Bị loại                            | Bị loại                            |               |
| Nhạc Hoa Giải trí Yuehua Entertainment (乐华娱乐)                  | Đinh Trạch Nhân Ding Zeren (丁泽仁)     | A             | B             | 17                       | 21                       | 53                       | 20                                 | 21                                 | 5                                  | 19                                 | 13                                 | Bị loại                            | Bị loại                            |               |
| Nhạc Hoa Giải trí Yuehua Entertainment (乐华娱乐)                  | Phạm Thừa Thừa Fan Chengcheng (范丞丞)  | D             | D             | 3                        | 3                        | 5                        | 3                                  | 3                                  | 1                                  | 3                                  | 5                                  | 3                                  | 3                                  |               |
| Nhạc Hoa Giải trí Yuehua Entertainment (乐华娱乐)                  | Tất Văn Quân Bi Wenjun (毕雯珺)         | D             | D             | 15                       | 25                       | 17                       | 26                                 | 27                                 | 3                                  | 27                                 | 16                                 | 12                                 | 10                                 |               |
| Nhạc Hoa Giải trí Yuehua Entertainment (乐华娱乐)                  | Hoàng Tân Thuần Huang Xinchun (黃新淳)  | F             | F             | 22                       | 29                       | 52                       | 33                                 | 25                                 | 10                                 | 29                                 | 31                                 | Bị loại                            | Bị loại                            |               |
| Mạch Duệ Giải trí Mavericks Entertainment (麦锐娱乐)               | La Chính Luo Zheng (罗正)               | F             | F             | 45                       | 50                       | 4                        | 34                                 | 29                                 | 32                                 | 24                                 | 29                                 | Bị loại                            | Bị loại                            |               |
| Mạch Duệ Giải trí Mavericks Entertainment (麦锐娱乐)               | Đặng Lãng Di Deng Langyi (邓烺怡)       | F             | C             | 42                       | 54                       | 45                       | Bị loại                            | Bị loại                            | Bị loại                            | Bị loại                            | Bị loại                            | Bị loại                            | Bị loại                            |               |
| Mạch Duệ Giải trí Mavericks Entertainment (麦锐娱乐)               | Tôn Phàm Kiệt Sun Fanjie (孙凡杰)       | F             | D             | 88                       | 94                       | 78                       | Bị loại                            | Bị loại                            | Bị loại                            | Bị loại                            | Bị loại                            | Bị loại                            | Bị loại                            |               |
| Mạch Duệ Giải trí Mavericks Entertainment (麦锐娱乐)               | Lý Hi Khản Li Xikan (李希侃)            | D             | C             | 20                       | 28                       | 10                       | 29                                 | 32                                 | 30                                 | 17                                 | 10                                 | 18                                 | 13                                 |               |
| Mạch Duệ Giải trí Mavericks Entertainment (麦锐娱乐)               | Dư Minh Quân Yu Mingjun (余明君)        | D             | D             | 21                       | 32                       | 21                       | 46                                 | 40                                 | 50                                 | 34                                 | 32                                 | Bị loại                            | Bị loại                            |               |
| Mạch Duệ Giải trí Mavericks Entertainment (麦锐娱乐)               | Lữ Thần Du Lu Chenyu (呂晨瑜)           | D             | F             | 66                       | 74                       | 43                       | Bị loại                            | Bị loại                            | Bị loại                            | Bị loại                            | Bị loại                            | Bị loại                            | Bị loại                            |               |
| Thần Tinh Giải Trí MERCURY NATION (辰星娱乐)                       | Rapen (罗仁麒) (La Nhân Kỳ)             | C             | F             | 64                       | 71                       | 94                       | Bị loại                            | Bị loại                            | Bị loại                            | Bị loại                            | Bị loại                            | Bị loại                            | Bị loại                            |               |
| Thần Tinh Giải Trí MERCURY NATION (辰星娱乐)                       | Từ Thánh Ân Xu Shengen (徐圣恩)         | C             | D             | 67                       | 73                       | 77                       | 54                                 | 42                                 | 35                                 | 28                                 | 32                                 | 19                                 | 20                                 |               |
| Thần Tinh Giải Trí MERCURY NATION (辰星娱乐)                       | J-ONE (姜祎) (Khương Y)                 | C             | F             | 85                       | 91                       | 48                       | Bị loại                            | Bị loại                            | Bị loại                            | Bị loại                            | Bị loại                            | Bị loại                            | Bị loại                            |               |
| Thần Tinh Giải Trí MERCURY NATION (辰星娱乐)                       | Curry Jia Li (伽里)                     | C             | D             | 81                       | 69                       | 91                       | 51                                 | 58                                 | 56                                 | Bị loại                            | Bị loại                            | Bị loại                            | Bị loại                            |               |
| Giản Đan Khoái Lạc Âm nhạc Simply Joy Music (简单快乐音乐)         | Tôn Hạo Nhiên Sun Haoran (孙浩然)       | B             | F             | 65                       | 59                       | 36                       | Bị loại                            | Bị loại                            | Bị loại                            | Bị loại                            | Bị loại                            | Bị loại                            | Bị loại                            |               |
| Giản Đan Khoái Lạc Âm nhạc Simply Joy Music (简单快乐音乐)         | Lâm Hạo Giai Lin Haokai (林浩楷)        | B             | F             | 57                       | 65                       | 41                       | Bị loại                            | Bị loại                            | Bị loại                            | Bị loại                            | Bị loại                            | Bị loại                            | Bị loại                            |               |
| Giản Đan Khoái Lạc Âm nhạc Simply Joy Music (简单快乐音乐)         | Vương Tử Dị Wang Ziyi (王子异)          | A             | B             | 14                       | 19                       | 25                       | 11                                 | 8                                  | 28                                 | 7                                  | 7                                  | 5                                  | 7                                  |               |
| Giản Đan Khoái Lạc Âm nhạc Simply Joy Music (简单快乐音乐)         | Lý Chí Kiệt Li Zhijie (李志杰)          | B             | D             | 94                       | 96                       | 32                       | Bị loại                            | Bị loại                            | Bị loại                            | Bị loại                            | Bị loại                            | Bị loại                            | Bị loại                            |               |
| Giản Đan Khoái Lạc Âm nhạc Simply Joy Music (简单快乐音乐)         | Kim Dật Hàm Jin Yihan (金逸涵)          | B             | Bồ Đào Nha    | F                        | 54                       | 68                       | Bị loại                            | Bị loại                            | Bị loại                            | Bị loại                            | Bị loại                            | Bị loại                            | Bị loại                            | 75            |
| Tân Duệ Tạp chí Shiningstar (新锐杂志)                             | Vạn Vũ Hiền Wan Yuxian (万宇贤)         |               | C             | C                        | 95                       | 87                       | Bị loại                            | Bị loại                            | Bị loại                            | Bị loại                            | Bị loại                            | Bị loại                            | Bị loại                            | 26            |
| Tân Duệ Tạp chí Shiningstar (新锐杂志)                             | Ứng Trí Việt Ying Zhiyue (应智越)       |               | C             | D                        | 87                       | 90                       | Bị loại                            | Bị loại                            | Bị loại                            | Bị loại                            | Bị loại                            | Bị loại                            | Bị loại                            | 67            |
| Tân Duệ Tạp chí Shiningstar (新锐杂志)                             | Triệu Du Triệt Zhao Yuche (赵俞澈)      |               | D             | D                        | 93                       | 78                       | Bị loại                            | Bị loại                            | Bị loại                            | Bị loại                            | Bị loại                            | Bị loại                            | Bị loại                            | 60            |
| Tân Duệ Tạp chí Shiningstar (新锐杂志)                             | Chu Quân Thiên Zhu Yuntian (朱匀天)     | 63            | D             | D                        | 47                       | 18                       | 53                                 | 56                                 | 11                                 | Bị loại                            | Bị loại                            | Bị loại                            | Bị loại                            |               |
| Tân Duệ Tạp chí Shiningstar (新锐杂志)                             | Chu Quân Nhất Zhu Yunyi (朱匀一)        | 61            | D             | D                        | 45                       | 15                       | 50                                 | 55                                 | 60                                 | Bị loại                            | Bị loại                            | Bị loại                            | Bị loại                            |               |
| Thịnh hạ tinh không Summer Star (盛夏星空)                         | Trần Minh Hào Chen Minghao (陈名豪)     | F             | F             | 29                       | 42                       | 56                       | 47                                 | 57                                 | 13                                 | Bị loại                            | Bị loại                            | Bị loại                            | Bị loại                            |               |
| Thịnh hạ tinh không Summer Star (盛夏星空)                         | Trương Đạt Nguyên Zhang Dayuan (张达源) | F             | F             | 79                       | 57                       | 11                       | 35                                 | 48                                 | 52                                 | Bị loại                            | Bị loại                            | Bị loại                            | Bị loại                            |               |
| Thịnh hạ tinh không Summer Star (盛夏星空)                         | Vương Tử Hào Wang Zihao (王梓豪)        | C             | D             | 90                       | 88                       | 72                       | Bị loại                            | Bị loại                            | Bị loại                            | Bị loại                            | Bị loại                            | Bị loại                            | Bị loại                            |               |
| Thịnh hạ tinh không Summer Star (盛夏星空)                         | Vương Nghệ Long Wang Yilong (王艺龙)    | D             | C             | 77                       | 76                       | 14                       | 57                                 | 59                                 | 31                                 | Bị loại                            | Bị loại                            | Bị loại                            | Bị loại                            |               |
| Thịnh hạ tinh không Summer Star (盛夏星空)                         | Dương Phi Đồng Yang Feitong (杨非同)    | D             | D             | 86                       | 89                       | 3                        | 49                                 | 33                                 | 37                                 | 30                                 | 27                                 | Bị loại                            | Bị loại                            |               |
| Giác Tỉnh Đông Phương OACA (觉醒东方)                              | Tần Phấn Qin Fen (秦奋)                 | B             | F             | 13                       | 10                       | 59                       | 13                                 | 12                                 | 9                                  | 11                                 | 20                                 | 17                                 | 18                                 |               |
| Giác Tỉnh Đông Phương OACA (觉醒东方)                              | Hàn Mộc Bá Han Mubo (韩沐伯)            | C             | C             | 12                       | 11                       | 71                       | 19                                 | 24                                 | 22                                 | 21                                 | 24                                 | Bị loại                            | Bị loại                            |               |
| Giác Tỉnh Đông Phương OACA (觉醒东方)                              | Tĩnh Bội Dao Jing Peiyao (靖佩瑶)       | C             | F             | 43                       | 40                       | 68                       | 45                                 | 46                                 | 25                                 | Bị loại                            | Bị loại                            | Bị loại                            | Bị loại                            |               |
| Giác Tỉnh Đông Phương OACA (觉醒东方)                              | Tần Tử Mặc Qin Zimo (秦子墨)            | D             | F             | 28                       | 35                       | 27                       | 41                                 | 47                                 | 29                                 | Bị loại                            | Bị loại                            | Bị loại                            | Bị loại                            |               |
| Giác Tỉnh Đông Phương OACA (觉醒东方)                              | Tả Diệp Zuo Ye (左叶)                   | F             | D             | 18                       | 18                       | 76                       | 22                                 | 41                                 | 53                                 | Bị loại                            | Bị loại                            | Bị loại                            | Bị loại                            |               |
| Khôn Âm Giải trí Qin's Entertainment (坤音娱乐)                    | Nhạc Nhạc Yue Yue (岳岳)                | C             | D             | 40                       | 22                       | 81                       | 21                                 | 17                                 | 23                                 | 18                                 | 18                                 | Bị loại                            | Bị loại                            |               |
| Khôn Âm Giải trí Qin's Entertainment (坤音娱乐)                    | Mộc Tử Dương Mu Ziyang (木子洋)         | C             | F             | 53                       | 23                       | 70                       | 24                                 | 16                                 | 20                                 | 20                                 | 7                                  | Bị loại                            | Bị loại                            |               |
| Khôn Âm Giải trí Qin's Entertainment (坤音娱乐)                    | Bốc Phàm Bu Fan (卜凡)                  | C             | F             | 9                        | 8                        | 62                       | 7                                  | 7                                  | 21                                 | 10                                 | 13                                 | 9                                  | 12                                 |               |
| Khôn Âm Giải trí Qin's Entertainment (坤音娱乐)                    | Linh Siêu Ling Chao (灵超)              | C             | D             | 23                       | 17                       | 61                       | 16                                 | 11                                 | 17                                 | 9                                  | 12                                 | 13                                 | 15                                 |               |
| Bạc Dập Văn hóa Boyi Culture (铂熠文化)                            | Trương Hân Zhang Xin (张昕)             | F             | C             | 91                       | 93                       | 95                       | Bị loại                            | Bị loại                            | Bị loại                            | Bị loại                            | Bị loại                            | Bị loại                            | Bị loại                            |               |
| Bạc Dập Văn hóa Boyi Culture (铂熠文化)                            | Diệp Hoằng Hi Ye Hongxi (叶泓希)        | F             | C             | 89                       | 92                       | 88                       | Bị loại                            | Bị loại                            | Bị loại                            | Bị loại                            | Bị loại                            | Bị loại                            | Bị loại                            |               |
| Bạc Dập Văn hóa Boyi Culture (铂熠文化)                            | Trương Dịch Hiên Zhang Yixuan (张奕轩)  | C             | B             | 74                       | 77                       | 38                       | 56                                 | 43                                 | 47                                 | Bị loại                            | Bị loại                            | Bị loại                            | Bị loại                            |               |
| Bạc Dập Văn hóa Boyi Culture (铂熠文化)                            | Lăng Kỳ Ling Qi (凌崎)                  | C             | D             | 51                       | 62                       | 83                       | 52                                 | 44                                 | 58                                 | Bị loại                            | Bị loại                            | Bị loại                            | Bị loại                            |               |
| Tinh Hoán Văn hóa SSTAR (星焕文化)                                 | Trương Vũ Thần Zhang Yuchen (张宇晨)    | F             | D             | 82                       | 85                       | 29                       | Bị loại                            | Bị loại                            | Bị loại                            | Bị loại                            | Bị loại                            | Bị loại                            | Bị loại                            |               |
| Tinh Hoán Văn hóa SSTAR (星焕文化)                                 | La Kiệt Luo Jie (罗杰)                  | D             | C             | 68                       | 75                       | 33                       | Bị loại                            | Bị loại                            | Bị loại                            | Bị loại                            | Bị loại                            | Bị loại                            | Bị loại                            |               |
| Tinh Hoán Văn hóa SSTAR (星焕文化)                                 | Hà Gia Canh He Jiageng (何嘉庚)         | F             | D             | 52                       | 66                       | 37                       | Bị loại                            | Bị loại                            | Bị loại                            | Bị loại                            | Bị loại                            | Bị loại                            | Bị loại                            |               |
| Siêu Năng Xướng phiến CNC Record (超能唱片)                        | Đàm Tuấn Nghị Qin Junyi (覃俊毅)        | C             | F             | 48                       | 51                       | 79                       | 43                                 | 34                                 | 48                                 | Bị loại                            | Bị loại                            | Bị loại                            | Bị loại                            |               |
| Siêu Năng Xướng phiến CNC Record (超能唱片)                        | Vũ Liên Kiệt Wu Lianjie (武連杰)        | F             | C             | 47                       | 52                       | 24                       | 42                                 | 35                                 | 57                                 | Bị loại                            | Bị loại                            | Bị loại                            | Bị loại                            |               |
| Siêu Năng Xướng phiến CNC Record (超能唱片)                        | Lâu Tư Bác Lou Zibo (娄滋博)            | D             | C             | 60                       | 58                       | 63                       | 44                                 | 30                                 | 12                                 | 32                                 | 29                                 | Bị loại                            | Bị loại                            |               |
| Siêu Năng Xướng phiến CNC Record (超能唱片)                        | Lý Nhượng Li Rang (李让)                | C             | D             | 26                       | 36                       | 42                       | 36                                 | 31                                 | 50                                 | 35                                 | 24                                 | Bị loại                            | Bị loại                            |               |
| Asian Idol Factory Entertainment (A.I.F娱乐/亚洲偶像工厂)          | Trương Nghệ Phàm Zhang Yifan (张艺凡)   | B             | A             | 84                       | 84                       | 50                       | Bị loại                            | Bị loại                            | Bị loại                            | Bị loại                            | Bị loại                            | Bị loại                            | Bị loại                            |               |
| Asian Idol Factory Entertainment (A.I.F娱乐/亚洲偶像工厂)          | Triệu Lăng Phong Zhao Lingfeng (赵凌峰) | C             | D             | 97                       | 97                       | 93                       | Bị loại                            | Bị loại                            | Bị loại                            | Bị loại                            | Bị loại                            | Bị loại                            | Bị loại                            |               |
| Asian Idol Factory Entertainment (A.I.F娱乐/亚洲偶像工厂)          | Vu Hạo Yu Hao (于浩)                    | C             | F             | 80                       | 81                       | 97                       | Bị loại                            | Bị loại                            | Bị loại                            | Bị loại                            | Bị loại                            | Bị loại                            | Bị loại                            |               |
| Asian Idol Factory Entertainment (A.I.F娱乐/亚洲偶像工厂)          | Dương Nghệ Yang Yi (杨羿)               | B             | C             | 83                       | 86                       | 99                       | Bị loại                            | Bị loại                            | Bị loại                            | Bị loại                            | Bị loại                            | Bị loại                            | Bị loại                            |               |
| Quả Nhiên Giải trí Gramarie Entertainment （果然娱乐）             | Tiểu Quỷ Xiao Gui (小鬼)                | B             | B             | 7                        | 6                        | 58                       | 6                                  | 6                                  | 6                                  | 6                                  | 9                                  | 6                                  | 8                                  |               |
| Quả Nhiên Giải trí Gramarie Entertainment （果然娱乐）             | Trương Yến Khải Zhang Yankai (张晏恺)   | C             | F             | 71                       | 72                       | 55                       | Bị loại                            | Bị loại                            | Bị loại                            | Bị loại                            | Bị loại                            | Bị loại                            | Bị loại                            |               |
| Quả Nhiên Giải trí Gramarie Entertainment （果然娱乐）             | Châu Ngạn Thần Zhou Yanchen (周彦辰)    | B             | B             | 27                       | 31                       | 23                       | 27                                 | 18                                 | 27                                 | 14                                 | 22                                 | Bị loại                            | Bị loại                            |               |
| Quả Nhiên Giải trí Gramarie Entertainment （果然娱乐）             | Chu Tinh Kiệt Zhu Xingjie (朱星杰)      | B             | B             | 16                       | 15                       | 6                        | 15                                 | 15                                 | 24                                 | 13                                 | 13                                 | 14                                 | 14                                 |               |
| Thứ Nguyên Văn hóa Dimensions Multimedia （次元文化）              | Trần Tư Kỳ Chen Siqi (陈斯琪)           | D             | C             | 35                       | 38                       | 57                       | 39                                 | 51                                 | 46                                 | Bị loại                            | Bị loại                            | Bị loại                            | Bị loại                            |               |
| Thứ Nguyên Văn hóa Dimensions Multimedia （次元文化）              | Từ Hạc Ni Xu Heni (徐鶴尼)              | C             | F             | 76                       | 63                       | 28                       | Bị loại                            | Bị loại                            | Bị loại                            | Bị loại                            | Bị loại                            | Bị loại                            | Bị loại                            |               |
| Hồng Dập Văn hóa Hong Yi Entertainment (红熠文化)                  | Lý Trường Canh Li Changgeng (李长庚)    | D             | D             | 19                       | 26                       | 86                       | 38                                 | 50                                 | 33                                 | Bị loại                            | Bị loại                            | Bị loại                            | Bị loại                            |               |
| Hồng Dập Văn hóa Hong Yi Entertainment (红熠文化)                  | Hà Đông Đông He Dongdong (何东东)       | D             | F             | 6                        | 7                        | 16                       | 9                                  | 28                                 | 55                                 | 33                                 | 33                                 | Bị loại                            | Bị loại                            |               |
| Nhạc Phong nghệ xã Levent Entertainment (乐风艺社)                 | Mẫn Hỷ Tường Min Zhexiang (闵喆祥)      | C             | C             | 99                       | 98                       | 13                       | Bị loại                            | Bị loại                            | Bị loại                            | Bị loại                            | Bị loại                            | Bị loại                            | Bị loại                            |               |
| Nhạc Phong nghệ xã Levent Entertainment (乐风艺社)                 | Trần Nghĩa Phu Chen Yifu (陈义夫)       | B             | F             | 37                       | 46                       | 73                       | Bị loại                            | Bị loại                            | Bị loại                            | Bị loại                            | Bị loại                            | Bị loại                            | Bị loại                            |               |
| Tiệp Đặc Liên hợp Super Jet Entertainment (捷特联合)               | Hàn Ung Kiệt Han Yongjie (韩雍杰)       | F             | D             | 34                       | 43                       | 31                       | 40                                 | 52                                 | 44                                 | Bị loại                            | Bị loại                            | Bị loại                            | Bị loại                            |               |
| Á Ca Văn hóa Young Culture (亚歌文化)                              | Tiền Chính Hạo Qian Zhenghao (钱正昊)   | B             | F             | 70                       | 12                       | 65                       | 17                                 | 20                                 | 18                                 | 26                                 | 24                                 | 10                                 | 11                                 |               |
| Dã Hỏa Giải trí Wild Fire Entertainment (野火娱乐)                 | Hứa Khải Hạo Jack Xu Kaihao (许凯皓)    | B             |               | C                        | 11                       | 14                       | 82                                 | 23                                 | 39                                 | 54                                 | Bị loại                            | Bị loại                            | Bị loại                            | Bị loại       |
| Tân Phát Truyền thông NewStyle Media (新湃传媒)                    | Vu Bân Yu Bin (于斌)                    |               | F             | D                        | 50                       | 49                       | 87                                 | Bị loại                            | Bị loại                            | Bị loại                            | Bị loại                            | Bị loại                            | Bị loại                            | Bị loại       |
| Anh Hoàng Giải trí Emperor Entertainment Group （英皇娱乐）        | Minh Bằng Ming Peng (明鵬)              | 38            | F             | D                        | 44                       | 30                       | 48                                 | 53                                 | 45                                 | Bị loại                            | Bị loại                            | Bị loại                            | Bị loại                            |               |
| Từ Văn Truyền thông Ciwen Media (慈文传媒)                         | Đổng Nham Lỗi Dong Yanlei (董岩磊)      | F             | F             | 10                       | 16                       | 96                       | 18                                 | 26                                 | 42                                 | Bị loại                            | Bị loại                            | Bị loại                            | Bị loại                            |               |
| Truyền Kỳ Tinh Giải trí A Legend Star Entertainment （传奇星娱乐） | Trần Lập Nông Chen Linong (陈立农)      |               | A             | C                        | 1                        | 2                        | 1                                  | 2                                  | 5                                  | 34                                 | 5                                  | 4                                  | 2                                  | 2             |
| Hoa Nghị huynh đệ Huayi Brothers (华谊兄弟)                        | Trịnh Duệ Bân Zheng Ruibin (郑锐彬)     |               | B             | A                        | 41                       | 39                       | 39                                 | 25                                 | 23                                 | 16                                 | 25                                 | 16                                 | 20                                 | 16            |
| Hoa Nghị huynh đệ Huayi Brothers (华谊兄弟)                        | Jeffrey Tung (董又霖) Đổng Hựu Lâm      |               | B             | D                        | 8                        | 9                        | 69                                 | 12                                 | 13                                 | 26                                 | 15                                 | 18                                 | 16                                 | 17            |
| Hoa Ảnh Nghệ Tinh Hua Ying Yi Xing （华影艺星）                    | Hoàng Thư Hào Huang Shuhao (黄书豪)     |               | D             | F                        | 56                       | 24                       | 64                                 | 32                                 | 37                                 | 41                                 | Bị loại                            | Bị loại                            | Bị loại                            | Bị loại       |
| Thiên Tân Trung thị Tianjin Broadcasting (天津中视）               | Chu Nhất Văn Zhu Yiwen (朱一文)         |               | B             | F                        | 73                       | 61                       | 44                                 | Bị loại                            | Bị loại                            | Bị loại                            | Bị loại                            | Bị loại                            | Bị loại                            | Bị loại       |
| Điểm Tinh Văn hóa Sparkling Culture (點星文化)                     | Hồ Trí Bang Hu Zhibang (胡致邦)         | F             | D             | 44                       | 56                       | 66                       | 59                                 | 38                                 | 42                                 | Bị loại                            | Bị loại                            | Bị loại                            | Bị loại                            |               |
| Thực tập sinh tự do                                                | Thái Từ Khôn Cai Xukun (蔡徐坤)         | A             | A             | 2                        | 1                        | 8                        | 1                                  | 1                                  | 15                                 | 1                                  | 1                                  | 1                                  | 1                                  |               |
| Thực tập sinh tự do                                                | Chu Đằng Dương Zhou Tengyang (周腾阳)   | C             | F             | 92                       | 83                       | 40                       | Bị loại                            | Bị loại                            | Bị loại                            | Bị loại                            | Bị loại                            | Bị loại                            | Bị loại                            |               |
| Thực tập sinh tự do                                                | Hoàng Nhược Hàm Huang Ruohan (黃若涵)   | C             | F             | 72                       | 82                       | 98                       | Bị loại                            | Bị loại                            | Bị loại                            | Bị loại                            | Bị loại                            | Bị loại                            | Bị loại                            |               |
| Thực tập sinh tự do                                                | Cam Tuấn Gan Jun (甘俊)                 | B             | D             | 62                       | 67                       | 80                       | Bị loại                            | Bị loại                            | Bị loại                            | Bị loại                            | Bị loại                            | Bị loại                            | Bị loại                            |               |
| Thực tập sinh tự do                                                | Hầu Hạo Nhiên Hou Haoran (侯浩然)       | C             | F             | 75                       | 80                       | 49                       | Bị loại                            | Bị loại                            | Bị loại                            | Bị loại                            | Bị loại                            | Bị loại                            | Bị loại                            |               |
| Thực tập sinh tự do                                                | Lý Tuấn Nghị Li Junyi (李俊毅)          | B             | A             | 78                       | 79                       | 90                       | 55                                 | 49                                 | 40                                 | Bị loại                            | Bị loại                            | Bị loại                            | Bị loại                            |               |
| Thực tập sinh tự do                                                | Châu Duệ Zhou Rui (周锐)                | D             | B             | 49                       | 55                       | 46                       | 31                                 | 22                                 | 7                                  | 23                                 | 21                                 | Bị loại                            | Bị loại                            |               |
| MLody Studio (MLody工作室)                                         | Khương Đạt Hách Jiang Dahe (姜达赫)     | D             | F             | 30                       | 41                       | 47                       | 58                                 | 60                                 | 59                                 | Tự rời khỏi chương trình           | Tự rời khỏi chương trình           | Tự rời khỏi chương trình           | Tự rời khỏi chương trình           |               |
| Joy Star （臻星娱乐）                                              | Lương Huy Liang Hui (梁輝)              | D             | F             | 36                       | 48                       | 19                       | 60                                 | 54                                 | 39                                 | Tự rời khỏi chương trình           | Tự rời khỏi chương trình           | Tự rời khỏi chương trình           | Tự rời khỏi chương trình           |               |
| SSTAR (星焕文化)                                                   | Lý Hâm Nham Li Xinyan (李鑫岩)          | F             | F             | 58                       | 70                       | 84                       | Rời chương trình vì lý do sức khỏe | Rời chương trình vì lý do sức khỏe | Rời chương trình vì lý do sức khỏe | Rời chương trình vì lý do sức khỏe | Rời chương trình vì lý do sức khỏe | Rời chương trình vì lý do sức khỏe | Rời chương trình vì lý do sức khỏe |               |
| Thần tinh giải trí MERCURY NATION (辰星娱乐)                       | Gigel (Trương Tân Minh) (张津铭)        | C             | D             | 25                       | 33                       | 92                       | Rời chương trình vì lý do kỷ luật  | Rời chương trình vì lý do kỷ luật  | Rời chương trình vì lý do kỷ luật  | Rời chương trình vì lý do kỷ luật  | Rời chương trình vì lý do kỷ luật  | Rời chương trình vì lý do kỷ luật  | Rời chương trình vì lý do kỷ luật  |               |
| Thần tinh giải trí MERCURY NATION (辰星娱乐)                       | Vương Hựu Thần Wang Youchen (王宥辰)    | C             | F             | 98                       | 99                       | 85                       | Rời chương trình vì lý do kỷ luật  | Rời chương trình vì lý do kỷ luật  | Rời chương trình vì lý do kỷ luật  | Rời chương trình vì lý do kỷ luật  | Rời chương trình vì lý do kỷ luật  | Rời chương trình vì lý do kỷ luật  | Rời chương trình vì lý do kỷ luật  |               |
| Thực tập sinh tự do                                                | Tống Thụy Giác Song Shuijiao (宋睡覺)   | B             | F             | Tự rời khỏi chương trình | Tự rời khỏi chương trình | Tự rời khỏi chương trình | Tự rời khỏi chương trình           | Tự rời khỏi chương trình           | Tự rời khỏi chương trình           | Tự rời khỏi chương trình           | Tự rời khỏi chương trình           | Tự rời khỏi chương trình           | Tự rời khỏi chương trình           |               |

## Nội dung các tập

### Tập 1
- Thực tập sinh tự đánh giá phân lớp của mình, chọn 1 trong các lớp A, B, C, D, F dán lên biển tên
- Thực tập sinh vào hội trường tự chọn chỗ ngồi xếp hạng từ 1 đến 100
- Giới thiệu người chủ trì (PD) Trương Nghệ Hưng và các cố vấn thanh nhạc, vũ đạo, rap.
- Thực tập sinh lần lượt biểu diễn theo nhóm công ty, người chủ trì và các cố vấn sẽ thảo luận, phân hạng thực tập sinh dựa trên trình độ từ lớp A cao nhất cho đến lớp F là kém nhất.
- Đánh giá trình độ dựa trên cá nhân từng thực tập sinh, không xếp hạng chung cho cả công ty.

| Kết quả tập 1                      | Kết quả tập 1                                                    | Kết quả tập 1          | Kết quả tập 1         | Kết quả tập 1    |
| Công ty                            | Bài hát                                                          | Nguyên gốc             | Thí sinh              | Kết quả phân lớp |
| ---------------------------------- | ---------------------------------------------------------------- | ---------------------- | --------------------- | ---------------- |
| Mạch Duệ Giải trí 麦锐娱乐         | Lưu hành 流行                                                    | Lý Vũ Xuân 李宇春      | Lý Hy Khản 李希侃     | D                |
| Mạch Duệ Giải trí 麦锐娱乐         | Lưu hành 流行                                                    | Lý Vũ Xuân 李宇春      | Lữ Thần Du 呂晨瑜     | D                |
| Mạch Duệ Giải trí 麦锐娱乐         | Lưu hành 流行                                                    | Lý Vũ Xuân 李宇春      | Dư Minh Quân 余明君   | D                |
| Mạch Duệ Giải trí 麦锐娱乐         | Lưu hành 流行                                                    | Lý Vũ Xuân 李宇春      | Tôn Phàm Kiệt 孫凡杰  | F                |
| Mạch Duệ Giải trí 麦锐娱乐         | Lưu hành 流行                                                    | Lý Vũ Xuân 李宇春      | Đặng Lãng Di 鄧烺怡   | F                |
| Mạch Duệ Giải trí 麦锐娱乐         | Lưu hành 流行                                                    | Lý Vũ Xuân 李宇春      | La Chính 羅正         | F                |
| Từ Văn Truyền thông 慈文传媒       | Tình phi đắc dĩ 情非得已                                         | Dữu Trùng Khánh 庾澄慶 | Đổng Nham Lỗi 董岩磊  | F                |
| Dã Hỏa Giải trí 野火娱乐           | Uptown Funk Lưu trữ ngày 30 tháng 1 năm 2018 tại Wayback Machine | Mark Ronson            | Hứa Khải Hạo 許凱皓   | B                |
| Tân Phái Giải trí 新湃傳媒         | Sadness                                                          | M4M                    | Vu Bân 于斌           | F                |
| Hồng Dập Văn hóa 红熠文化          | Boyfriend                                                        | Justin Bieber          | Hà Đông Đông 何東東   | D                |
| Hồng Dập Văn hóa 红熠文化          | Boyfriend                                                        | Justin Bieber          | Lý Trường Canh 李長庚 | D                |
| Joy Star                           | Turn Up                                                          | Chu Thang Hào 周湯豪   | Lương Huy 梁輝        | D                |
| Thực tập sinh tự do 个人练习生     | I wanna get love                                                 | Thái Từ Khôn 蔡徐坤    | Thái Từ Khôn 蔡徐坤   | A                |
| Truyền Kỳ Tinh Giải trí 傳奇星娛樂 | Con gái 女孩                                                     | Vi Lễ An 韋禮安        | Trần Lập Nông 陳立農  | A                |

### Tập 2
- Nối tiếp phần 1, tiếp tục phân lớp cho các thực tập sinh
- Giới thiệu âm nhạc và vũ đạo của ca khúc chủ đề Ei Ei
- Các thực tập sinh vào ở ký túc xá

| Kết quả tập 2                                            | Kết quả tập 2                                                                                                 | Kết quả tập 2            | Kết quả tập 2          | Kết quả tập 2    |
| Công ty                                                  | Bài hát | Nguyên gốc               | Thí sinh               | Kết quả phân lớp |
| -------------------------------------------------------- | --- | ------------------------ | ---------------------- | ---------------- |
| Nhạc Hoa giải trí Yuehua Entertainment 乐华娱乐          | EOEO Lưu trữ ngày 30 tháng 1 năm 2018 tại Wayback Machine                                                     | UNIQ                     | Chu Chính Đình 朱正廷  | A                |
| Nhạc Hoa giải trí Yuehua Entertainment 乐华娱乐          | EOEO Lưu trữ ngày 30 tháng 1 năm 2018 tại Wayback Machine                                                     | UNIQ                     | Justin                 | A                |
| Nhạc Hoa giải trí Yuehua Entertainment 乐华娱乐          | EOEO Lưu trữ ngày 30 tháng 1 năm 2018 tại Wayback Machine                                                     | UNIQ                     | Lý Quyền Triết 李權哲  | F                |
| Nhạc Hoa giải trí Yuehua Entertainment 乐华娱乐          | EOEO Lưu trữ ngày 30 tháng 1 năm 2018 tại Wayback Machine                                                     | UNIQ                     | Đinh Trạch Nhân 丁澤仁 | A                |
| Nhạc Hoa giải trí Yuehua Entertainment 乐华娱乐          | EOEO Lưu trữ ngày 30 tháng 1 năm 2018 tại Wayback Machine                                                     | UNIQ                     | Phạm Thừa Thừa 范丞丞  | D                |
| Nhạc Hoa giải trí Yuehua Entertainment 乐华娱乐          | EOEO Lưu trữ ngày 30 tháng 1 năm 2018 tại Wayback Machine                                                     | UNIQ                     | Tất Văn Quân 毕雯珺    | D                |
| Nhạc Hoa giải trí Yuehua Entertainment 乐华娱乐          | EOEO Lưu trữ ngày 30 tháng 1 năm 2018 tại Wayback Machine                                                     | UNIQ                     | Hoàng Tân Thuần 黃新淳 | F                |
| Á Ca Văn hóa Young Culture 亞歌文化                      | City of stars                                                                                                 | Ryan Gosling             | Tiền Chính Hạo 錢正昊  | B                |
| Giác Tỉnh Đông Phương OACA 觉醒东方                      | Tôi ở quảng trường nhân dân ăn gà rán 我在人民廣場吃炸雞 Lưu trữ ngày 30 tháng 1 năm 2018 tại Wayback Machine | 阿肆                     | Tần Phấn 秦奮          | B                |
| Giác Tỉnh Đông Phương OACA 觉醒东方                      | Tôi ở quảng trường nhân dân ăn gà rán 我在人民廣場吃炸雞 Lưu trữ ngày 30 tháng 1 năm 2018 tại Wayback Machine | 阿肆                     | Hàn Mộc Bá 韓沐伯      | C                |
| Giác Tỉnh Đông Phương OACA 觉醒东方                      | Tôi ở quảng trường nhân dân ăn gà rán 我在人民廣場吃炸雞 Lưu trữ ngày 30 tháng 1 năm 2018 tại Wayback Machine | 阿肆                     | Tĩnh Bội Dao 靖佩瑤    | C                |
| Giác Tỉnh Đông Phương OACA 觉醒东方                      | Tôi ở quảng trường nhân dân ăn gà rán 我在人民廣場吃炸雞 Lưu trữ ngày 30 tháng 1 năm 2018 tại Wayback Machine | 阿肆                     | Tần Tử Mặc 秦子墨      | D                |
| Giác Tỉnh Đông Phương OACA 觉醒东方                      | Tôi ở quảng trường nhân dân ăn gà rán 我在人民廣場吃炸雞 Lưu trữ ngày 30 tháng 1 năm 2018 tại Wayback Machine | 阿肆                     | Tả Diệp 左葉           | F                |
| Quả Nhiên Giải trí Gramarie Entertainment 果然娱乐       | Loạn thế cự tinh 亂世巨星 Lưu trữ ngày 30 tháng 1 năm 2018 tại Wayback Machine                                | Trần Tiểu Xuân 陳小春    | Tiểu Quỷ 小鬼          | B                |
| Quả Nhiên Giải trí Gramarie Entertainment 果然娱乐       | Loạn thế cự tinh 亂世巨星 Lưu trữ ngày 30 tháng 1 năm 2018 tại Wayback Machine                                | Trần Tiểu Xuân 陳小春    | Trương Yến Khải 張晏愷 | C                |
| Quả Nhiên Giải trí Gramarie Entertainment 果然娱乐       | Loạn thế cự tinh 亂世巨星 Lưu trữ ngày 30 tháng 1 năm 2018 tại Wayback Machine                                | Trần Tiểu Xuân 陳小春    | Châu Ngạn Thần 周彥辰  | B                |
| Quả Nhiên Giải trí Gramarie Entertainment 果然娱乐       | Loạn thế cự tinh 亂世巨星 Lưu trữ ngày 30 tháng 1 năm 2018 tại Wayback Machine                                | Trần Tiểu Xuân 陳小春    | Chu Tinh Kiệt 朱星杰   | B                |
| Hoa Ảnh Nghệ Tinh Hua Ying Yi Xing 华影艺星              | Người dễ dàng yêu thương 容易動情的人                                                                         | Huỳnh Hiểu Minh 黄曉明   | Hoàng Thư Hào 黃書豪   | D                |
| Hương Tiêu Giải Trí Banana Entertainment 香蕉娱乐        | Để thế giới tàn hủy 讓世界毀滅                                                                                | Lâm Hựu Gia 林宥嘉       | Lâm Siêu Trạch 林超澤  | A                |
| Hương Tiêu Giải Trí Banana Entertainment 香蕉娱乐        | Để thế giới tàn hủy 讓世界毀滅                                                                                | Lâm Hựu Gia 林宥嘉       | Lâm Ngạn Tuấn 林彥俊   | C                |
| Hương Tiêu Giải Trí Banana Entertainment 香蕉娱乐        | Để thế giới tàn hủy 讓世界毀滅                                                                                | Lâm Hựu Gia 林宥嘉       | Lý Nhược Thiên 李若天  | C                |
| Hương Tiêu Giải Trí Banana Entertainment 香蕉娱乐        | Để thế giới tàn hủy 讓世界毀滅                                                                                | Lâm Hựu Gia 林宥嘉       | Lục Đình Hạo 陸定昊    | C                |
| Hương Tiêu Giải Trí Banana Entertainment 香蕉娱乐        | Để thế giới tàn hủy 讓世界毀滅                                                                                | Lâm Hựu Gia 林宥嘉       | Khương Kinh Tả 姜京佐  | C                |
| Hương Tiêu Giải Trí Banana Entertainment 香蕉娱乐        | Để thế giới tàn hủy 讓世界毀滅                                                                                | Lâm Hựu Gia 林宥嘉       | Khâu Trì Hải 邱治諧    | C                |
| Hương Tiêu Giải Trí Banana Entertainment 香蕉娱乐        | Để thế giới tàn hủy 讓世界毀滅                                                                                | Lâm Hựu Gia 林宥嘉       | Vưu Trường Tĩnh 尤長靖 | B                |
| Hương Tiêu Giải Trí Banana Entertainment 香蕉娱乐        | Để thế giới tàn hủy 讓世界毀滅                                                                                | Lâm Hựu Gia 林宥嘉       | Cao Mậu Đồng 高茂桐    | C                |
| Hương Tiêu Giải Trí Banana Entertainment 香蕉娱乐        | Để thế giới tàn hủy 讓世界毀滅                                                                                | Lâm Hựu Gia 林宥嘉       | Bối Hoành Lâm 貝汯璘   | C                |
| Anh Hoàng Giải trí Emperor Entertainment Group 英皇娱乐  | Kẹo đường 棉花糖                                                                                              | Mã Tuyết Dương 馬雪陽    | Minh Bằng 明鵬         | F                |
| Thứ Nguyên Văn hóa Dimensions Multimedia 次元文化        | I Don't Know                                                                                                  |                          | Trần Tư Kỳ 陳斯琪      | D                |
| Thứ Nguyên Văn hóa Dimensions Multimedia 次元文化        | I Don't Know                                                                                                  | Từ Hạc Ni 徐鶴尼         | C                      |                  |
| Tinh Hoán Văn hóa SSTAR 星焕文化                         | 練習生告白 |                          | Trương Vũ Thần 張宇晨  | F                |
| Tinh Hoán Văn hóa SSTAR 星焕文化                         | 練習生告白 | La Kiệt 羅杰             | D                      |                  |
| Tinh Hoán Văn hóa SSTAR 星焕文化                         | 練習生告白 | Lý Hâm Nham 李鑫岩       | F                      |                  |
| Tinh Hoán Văn hóa SSTAR 星焕文化                         | 練習生告白 | Hà Gia Canh 何嘉庚       | F                      |                  |
| Khôn Âm Giải trí Qin's Entertainment 坤音娱乐            | Thuốc giải 解藥                                                                                               | BC221                    | Nhạc Nhạc 岳岳         | C                |
| Khôn Âm Giải trí Qin's Entertainment 坤音娱乐            | Thuốc giải 解藥                                                                                               | BC221                    | Mộc Tử Dương 木子洋    | C                |
| Khôn Âm Giải trí Qin's Entertainment 坤音娱乐            | Thuốc giải 解藥                                                                                               | BC221                    | Bốc Phàm 卜凡          | C                |
| Khôn Âm Giải trí Qin's Entertainment 坤音娱乐            | Thuốc giải 解藥                                                                                               | BC221                    | Linh Siêu 靈超         | C                |
| Thịnh hạ tinh không Summer Star 盛夏星空                 | 立 |                          | Trần Minh Hào 陳名豪   | F                |
| Thịnh hạ tinh không Summer Star 盛夏星空                 | 立 | Trương Đạt Nguyên 張達源 |                        | F                |
| Thịnh hạ tinh không Summer Star 盛夏星空                 | 立 | Vương Tử Hào 王梓豪      | C                      |                  |
| Thịnh hạ tinh không Summer Star 盛夏星空                 | 立 | Vương Nghệ Long 王藝龍   | D                      |                  |
| Thịnh hạ tinh không Summer Star 盛夏星空                 | 立 | Dương Phi Đồng 楊非同    | D                      |                  |
| Thiên Tân Trung thị Tianjin Broadcasting 天津中视        | Long quyền 龍拳                                                                                               | Châu Kiệt Luân 周杰倫    | Chu Nhất Văn 朱一文    | F                |
| Thực tập sinh tự do 个人练习生                           | Uptown Funk                                                                                                   | Mark Ronson              | Cam Tuấn 甘俊          | B                |
| Giản Đan Khoái Lạc Âm nhạc Simply Joy Music 简单快乐音乐 | Mr.Lee | BBT                      | Tôn Hạo Nhiên 孫浩然   | B                |
| Giản Đan Khoái Lạc Âm nhạc Simply Joy Music 简单快乐音乐 | Mr.Lee | BBT                      | Lâm Hạo Giai 林浩楷    | B                |
| Giản Đan Khoái Lạc Âm nhạc Simply Joy Music 简单快乐音乐 | Mr.Lee | BBT                      | Vương Tử Dị 王子異     | A                |
| Giản Đan Khoái Lạc Âm nhạc Simply Joy Music 简单快乐音乐 | Mr.Lee | BBT                      | Lý Chí Kiệt 李志杰     | B                |
| Giản Đan Khoái Lạc Âm nhạc Simply Joy Music 简单快乐音乐 | Mr.Lee | BBT                      | Kim Dật Hàm 金逸涵     | B                |
| Hoa Nghị huynh đệ Huayi Brothers 华谊兄弟                | Tóc rối 頭髮亂了                                                                                              | Trương Học Hữu 張學友    | Trịnh Duệ Bân 鄭銳彬   | B                |

| Kết quả các phần biểu diễn không được phát sóng               | Kết quả các phần biểu diễn không được phát sóng | Kết quả các phần biểu diễn không được phát sóng | Kết quả các phần biểu diễn không được phát sóng | Kết quả các phần biểu diễn không được phát sóng |
| Công ty                                                       | Bài hát                                         | Nguyên gốc                                      | Thí sinh                                        | Kết quả phân lớp                                |
| ------------------------------------------------------------- | ----------------------------------------------- | ----------------------------------------------- | ----------------------------------------------- | ----------------------------------------------- |
| Hoa Nghị huynh đệ thời thượng Huayi Brothers Fashion 華誼兄弟 | Too Much                                        |                                                 | Jeffret 董又霖 Đổng Hựu Lâm                     | B                                               |
| Tân Duệ Tạp chí Shiningstar 新锐杂志                          | Dangerous                                       |                                                 | Vạn Vũ Hiền 萬宇賢                              | C                                               |
| Tân Duệ Tạp chí Shiningstar 新锐杂志                          | Dangerous                                       | Ứng Trí Việt 應智越                             |                                                 | C                                               |
| Tân Duệ Tạp chí Shiningstar 新锐杂志                          | Dangerous                                       | Triệu Du Triệt 趙俞澈                           | D                                               |                                                 |
| Tân Duệ Tạp chí Shiningstar 新锐杂志                          | Dangerous                                       | Chu Quân Thiên 朱勻天                           | D                                               |                                                 |
| Tân Duệ Tạp chí Shiningstar 新锐杂志                          | Dangerous                                       | Chu Quân Nhất 朱勻一                            | D                                               |                                                 |
| Thực tập sinh tự do                                           | Heart line                                      | Craig David                                     | Hầu Hạo Nhiên 侯浩然                            | C                                               |
| Thực tập sinh tự do                                           | There's nothing holding me back                 | Shawn Mendes                                    | Lý Tuấn Nghị 李俊毅                             | B                                               |
| Siêu Năng Xướng phiến CNC Record 超能唱片                     | 一剪梅                                          |                                                 | Đàm Tuấn Nghị 覃俊毅                            | C                                               |
| Siêu Năng Xướng phiến CNC Record 超能唱片                     | 一剪梅                                          | Vũ Liên Kiệt 武連杰                             | F                                               |                                                 |
| Siêu Năng Xướng phiến CNC Record 超能唱片                     | 一剪梅                                          | Lâu Tư Bác 婁滋博                               | D                                               |                                                 |
| Siêu Năng Xướng phiến CNC Record 超能唱片                     | 一剪梅                                          | Lý Nhượng 李讓                                  | C                                               |                                                 |
| Thần Tinh Giải Trí MERCURY NATION 辰星娱乐                    | 花的嫁紗                                        | Vương Tâm Lăng 王心凌                           | C                                               | Rapen                                           |
| Thần Tinh Giải Trí MERCURY NATION 辰星娱乐                    | 花的嫁紗                                        | Vương Tâm Lăng 王心凌                           | C                                               | Từ Thánh Ân 徐聖恩                              |
| Thần Tinh Giải Trí MERCURY NATION 辰星娱乐                    | 花的嫁紗                                        | Vương Tâm Lăng 王心凌                           | C                                               | Gigel                                           |
| Thần Tinh Giải Trí MERCURY NATION 辰星娱乐                    | 花的嫁紗                                        | Vương Tâm Lăng 王心凌                           | C                                               | J-ONE                                           |
| Thần Tinh Giải Trí MERCURY NATION 辰星娱乐                    | 花的嫁紗                                        | Vương Tâm Lăng 王心凌                           | C                                               | Vương Hựu Thần 王宥辰                           |
| Thần Tinh Giải Trí MERCURY NATION 辰星娱乐                    | 花的嫁紗                                        | Vương Tâm Lăng 王心凌                           | C                                               | Curry 伽里                                      |
| Điểm Tinh Văn hóa Sparkling Culture 點星文化                  | Lazy Song                                       | Bruno Mars                                      | Hồ Trí Bang 胡致邦                              | F                                               |
| MLody Studio (MLody工作室)                                    | 大神                                            |                                                 | Khương Đạt Hách 姜達赫                          | D                                               |
| Thực tập sinh tự do                                           | 我是大主宰                                      | Hoàng Tử Thao 黃子韜                            | Hoàng Nhược Hàm 黃若涵                          | C                                               |
| Thực tập sinh tự do                                           | 樹新風                                          | Châu Kiệt Luân 周杰倫                           | Châu Đằng Dương 周騰陽                          | C                                               |
| Asian Idol Factory Entertainment A.I.F娱乐/亚洲偶像工厂       | All Eyes On Me                                  | Chris Brown                                     | Trương Nghệ Phàm 張藝凡                         | B                                               |
| Asian Idol Factory Entertainment A.I.F娱乐/亚洲偶像工厂       | All Eyes On Me                                  | Chris Brown                                     | Triệu Lăng Phong 趙凌峰                         | C                                               |
| Asian Idol Factory Entertainment A.I.F娱乐/亚洲偶像工厂       | All Eyes On Me                                  | Chris Brown                                     | Vu Hạo 于浩                                     | C                                               |
| Asian Idol Factory Entertainment A.I.F娱乐/亚洲偶像工厂       | All Eyes On Me                                  | Chris Brown                                     | Dương Nghệ 楊羿                                 | B                                               |
| Nhạc Phong nghệ xã Levent Entertainment 乐风艺社              | Umbrella                                        | Rihanna                                         | Mẫn Hỹ Tường 閔喆祥                             | C                                               |
| Nhạc Phong nghệ xã Levent Entertainment 乐风艺社              | Umbrella                                        | Rihanna                                         | Trần Nghĩa Phu 陳義夫                           | B                                               |
| Bạc Dập Văn hóa Boyi Culture 铂熠文化                         | 夠了                                            | La Chí Tường 羅志祥                             | Trương Hân 張昕                                 | F                                               |
| Bạc Dập Văn hóa Boyi Culture 铂熠文化                         | 夠了                                            | La Chí Tường 羅志祥                             | Diệp Hoằng Hi 葉泓希                            | F                                               |
| Bạc Dập Văn hóa Boyi Culture 铂熠文化                         | 夠了                                            | La Chí Tường 羅志祥                             | Trương Dịch Hiên 張奕軒                         | C                                               |
| Bạc Dập Văn hóa Boyi Culture 铂熠文化                         | 夠了                                            | La Chí Tường 羅志祥                             | Lăng Kỳ 凌崎                                    | C                                               |
| Thực tập sinh tự do                                           | 偽裝的堅強                                      | 原创（chaos gene 乐队）                         | Châu Duệ 周锐                                   | D                                               |
| Tiệp Đặc Liên hợp Super Jet Entertainment 捷特联合            | 戀愛ING                                         | May Day 五月天                                  | Hàn Ung Kiệt 韓雍杰                             | F                                               |

### Tập 3
- Sau 3 ngày luyện tập ca khúc chủ đề <Ei Ei>, các thực tập sinh ghi hình một mình phần biểu diễn bài hát này. Căn cứ vào đó, PD và các cố vấn sẽ dựa trên thực tế tập luyện để điều chỉnh phân hạng lớp lần cuối cùng.
- Các thực tập sinh nhận kết quả phân hạng lớp cuối cùng
- Các thực tập sinh lớp A và B được tham gia ghi hình chương trình truyền hình Khoái lạc đại bản doanh cùng PD Trương Nghệ Hưng
- Các thành viên lớp A có 1 tiếng để chuẩn bị phần thi tranh vị trí trung tâm (Center) trong bài hát chủ đề, sau đó biểu diễn để các thực tập sinh khác bình chọn. Kết quả, Thái Từ Khôn được chọn là center đầu tiên của ca khúc chủ đề.
- Tiến hành ghi hình ca khúc chủ đề <Ei Ei> với các thành viên lớp A,B,C,D và một phần của lớp F.
- Bắt đầu thi đấu vòng 2: Đối kháng nhóm.

- Công bố 8 ca khúc thi đấu trong vòng 2, 99 thực tập sinh chia thành 16 nhóm thi đấu đối kháng. 2 nhóm sẽ cùng biểu diễn 1 bài hát, nhóm chiến thắng (theo bình chọn của khán giả tại trường quay) sẽ được thưởng 10.000 phiếu bầu.

- Center Thái Từ Khôn là người đầu tiên được chọn bài hát và thành viên của đội mình. Sau đó sẽ bốc thăm các thực tập sinh tiếp theo được lựa chọn bài hát và đồng đội. Các thành viên trong nhóm tự bầu chọn các vị trí đội trưởng (leader), trung tâm (center).
| Kết quả tập 3         | Kết quả tập 3        | Kết quả tập 3                        | Kết quả tập 3                           | Kết quả tập 3          | Kết quả tập 3 | Kết quả tập 3     | Kết quả tập 3      | Kết quả tập 3 |
| Nguyên gốc            | Ca khúc              | Nhóm                                 | Công ty                                 | Thí sinh               | Lớp           | Vị trí            | Số phiếu bình chọn | Tổng số       |
| --------------------- | -------------------- | ------------------------------------ | --------------------------------------- | ---------------------- | ------------- | ----------------- | ------------------ | ------------- |
| Châu Kiệt Luân 周杰倫 | Người nửa thú 半獸人 | Nhóm A Nhân thú tiến công 進擊的獸人 | Từ Văn truyền thông 慈文傳媒            | Đổng Nham Lỗi 董岩磊   | F             | Vocal             | 9                  | 169           |
| Châu Kiệt Luân 周杰倫 | Người nửa thú 半獸人 | Nhóm A Nhân thú tiến công 進擊的獸人 | Yuehua Entertainment 樂華娛樂           | Lý Quyền Triết 李權哲  | B             | Vocal             | 19                 | 169           |
| Châu Kiệt Luân 周杰倫 | Người nửa thú 半獸人 | Nhóm A Nhân thú tiến công 進擊的獸人 | Quả Nhiên Giải trí 果然娛樂             | Tiểu Quỷ 小鬼          | B             | Vocal             | 35                 | 169           |
| Châu Kiệt Luân 周杰倫 | Người nửa thú 半獸人 | Nhóm A Nhân thú tiến công 進擊的獸人 | TTS tự do 個人練習生                    | Lý Tuấn Nghị 李俊毅    | A             | Main Vocal Center | 11                 | 169           |
| Châu Kiệt Luân 周杰倫 | Người nửa thú 半獸人 | Nhóm A Nhân thú tiến công 進擊的獸人 | Giản Đơn Khoái Lạc Âm nhạc 简单快乐音乐 | Kim Dật Hàm 金逸涵     | F             | Vocal             | 19                 | 169           |
| Châu Kiệt Luân 周杰倫 | Người nửa thú 半獸人 | Nhóm A Nhân thú tiến công 進擊的獸人 | Yuehua Entertainment 樂華娛樂           | Đinh Trạch Nhân 丁澤仁 | B             | Dance             | 43                 | 169           |
| Châu Kiệt Luân 周杰倫 | Người nửa thú 半獸人 | Nhóm A Nhân thú tiến công 進擊的獸人 | Khôn Âm Giải trí 坤音娛樂               | Bốc Phàm 卜凡          | F             | Rap               | 33                 | 169           |
| Châu Kiệt Luân 周杰倫 | Người nửa thú 半獸人 | B組 Monster                          | Anh Hoàng Giải trí 英皇娛樂             | Minh Bằng 明鵬         | D             | Vocal             | 23                 | 249           |
| Châu Kiệt Luân 周杰倫 | Người nửa thú 半獸人 | B組 Monster                          | Mlody Studio MLody工作室                | Khương Đạt Hách 姜達赫 | F             | Vocal             | 6                  | 249           |
| Châu Kiệt Luân 周杰倫 | Người nửa thú 半獸人 | B組 Monster                          | Tân Duệ tạp chí 新銳雜誌                | Chu Quân Thiên 朱勻天  | D             | Vocal             | 42                 | 249           |
| Châu Kiệt Luân 周杰倫 | Người nửa thú 半獸人 | B組 Monster                          | Yuehua Entertainment 樂華娛樂           | Tất Văn Quân 畢雯珺    | D             | Main Vocal Center | 44                 | 249           |
| Châu Kiệt Luân 周杰倫 | Người nửa thú 半獸人 | B組 Monster                          | Mạch Duệ Giải trí 麥銳娛樂              | Lý Hy Khản 李希侃      | C             | Vocal             | 80                 | 249           |
| Châu Kiệt Luân 周杰倫 | Người nửa thú 半獸人 | B組 Monster                          | TTS tự do 個人練習生                    | Châu Đằng Dương 周騰陽 | F             | Dance             | 12                 | 249           |
| Châu Kiệt Luân 周杰倫 | Người nửa thú 半獸人 | B組 Monster                          | Joy Star                                | Lương Huy 梁輝         | F             | Rap               | 42                 | 249           |

### Tập 4
- Tiếp tục Vòng 2 - Phần đánh giá theo nhóm

| Kết quả tập 4      | Kết quả tập 4               | Kết quả tập 4                     | Kết quả tập 4                              | Kết quả tập 4            | Kết quả tập 4 | Kết quả tập 4       | Kết quả tập 4      | Kết quả tập 4 |
| Nguyên gốc         | Ca khúc                     | Nhóm                              | Công ty                                    | Thí sinh                 | Lớp           | Vị trí              | Số phiếu bình chọn | Tổng số       |
| ------------------ | --------------------------- | --------------------------------- | ------------------------------------------ | ------------------------ | ------------- | ------------------- | ------------------ | ------------- |
| Lý Vũ Xuân 李宇春  | Dance to the music          | Nhóm A 你復不復古，你不復古我復古 | Hoán Tinh Văn hóa 煥星文化                 | La Kiệt 羅杰             | C             | Vocal               | 21                 | 249           |
| Lý Vũ Xuân 李宇春  | Dance to the music          | Nhóm A 你復不復古，你不復古我復古 | Mạch Duệ Giải trí 麥銳娛樂                 | Dư Minh Quân 余明君      | D             | Vocal               | 39                 | 249           |
| Lý Vũ Xuân 李宇春  | Dance to the music          | Nhóm A 你復不復古，你不復古我復古 | Banana Culture 香蕉娛樂                    | Khương Kinh Tả 姜京佐    | C             | Vocal               | 54                 | 249           |
| Lý Vũ Xuân 李宇春  | Dance to the music          | Nhóm A 你復不復古，你不復古我復古 | Tân Duệ Tạp chí 新銳雜誌                   | Chu Quân Nhất 朱勻一     | D             | Dance               | 47                 | 249           |
| Lý Vũ Xuân 李宇春  | Dance to the music          | Nhóm A 你復不復古，你不復古我復古 | Quả Nhiên Giải trí 果然娛樂                | Chu Tinh Kiệt 朱星杰     | B             | Rap Leader Center   | 87                 | 249           |
| Lý Vũ Xuân 李宇春  | Dance to the music          | Nhóm A 你復不復古，你不復古我復古 | A.I.F Giải trí A.I.F娛樂                   | Trương Nghệ Phàm 張藝凡  | A             | Rap                 | 1                  | 249           |
| Lý Vũ Xuân 李宇春  | Dance to the music          | B組 螢火蟲戰隊                    | Thứ Nguyên Văn hóa 次元文化                | Trần Tư Kỳ 陳斯琪        | C             | Vocal Leader        | 37                 | 154           |
| Lý Vũ Xuân 李宇春  | Dance to the music          | B組 螢火蟲戰隊                    | Điểm Tinh Văn hóa 點星文化                 | Hồ Trí Bang 胡致邦       | D             | Vocal               | 32                 | 154           |
| Lý Vũ Xuân 李宇春  | Dance to the music          | B組 螢火蟲戰隊                    | A.I.F Giải trí A.I.F娛樂                   | Vu Hạo 于浩              | F             | Vocal               | 8                  | 154           |
| Lý Vũ Xuân 李宇春  | Dance to the music          | B組 螢火蟲戰隊                    | Giác Đỉnh Đông Phương 覺醒東方             | Tả Diệp 左葉             | D             | Dance               | 19                 | 154           |
| Lý Vũ Xuân 李宇春  | Dance to the music          | B組 螢火蟲戰隊                    | Khôn Âm Giải trí 坤音娛樂                  | Mộc Tử Dương 木子洋      | F             | Rap Center          | 28                 | 154           |
| Lý Vũ Xuân 李宇春  | Dance to the music          | B組 螢火蟲戰隊                    | Giác Đỉnh Đông Phương 覺醒東方             | Tĩnh Bội Dao 靖佩瑤      | F             | Rap                 | 30                 | 154           |
| Thái Y Lâm 蔡依林  | Đại nghệ thuật gia 大藝術家 | A組 維納斯戰隊                    | TTS tự do 個人練習生                       | Hầu Hạo Nhiên 侯浩然     | F             | Vocal               | 2                  | 288           |
| Thái Y Lâm 蔡依林  | Đại nghệ thuật gia 大藝術家 | A組 維納斯戰隊                    | Giản Đơn Khoái lac Âm nhạc 簡單快樂文化    | Tôn Hạo Nhien 孫浩然     | F             | Vocal               | 17                 | 288           |
| Thái Y Lâm 蔡依林  | Đại nghệ thuật gia 大藝術家 | A組 維納斯戰隊                    | Truyền Kỳ Tinh Giải trí 傳奇星娛樂         | Trần Lập Nông 陳立農     | C             | Vocal               | 210                | 288           |
| Thái Y Lâm 蔡依林  | Đại nghệ thuật gia 大藝術家 | A組 維納斯戰隊                    | Banana Culture 香蕉娛樂                    | Bối Hoành Lân 貝汯璘     | B             | Vocal Center        | 39                 | 288           |
| Thái Y Lâm 蔡依林  | Đại nghệ thuật gia 大藝術家 | A組 維納斯戰隊                    | Bạc Dập Văn hóa 鉑熠文化                   | Trương Dịch Hiên 張奕軒  | B             | Dance               | 16                 | 288           |
| Thái Y Lâm 蔡依林  | Đại nghệ thuật gia 大藝術家 | A組 維納斯戰隊                    | Thần Tinh Giải trí 辰星娛樂                | J-ONE                    | F             | Rap Leader          | 4                  | 288           |
| Thái Y Lâm 蔡依林  | Đại nghệ thuật gia 大藝術家 | B組 逆襲的向日葵                  | Thần Tinh Giải trí 辰星娛樂                | GIGEL                    | D             | Vocal               | 10                 | 139           |
| Thái Y Lâm 蔡依林  | Đại nghệ thuật gia 大藝術家 | B組 逆襲的向日葵                  | Tân Duệ Tạp chí 新銳雜誌                   | Triệu Du Triệt 趙俞澈    | D             | Vocal               | 34                 | 139           |
| Thái Y Lâm 蔡依林  | Đại nghệ thuật gia 大藝術家 | B組 逆襲的向日葵                  | A.I.F Giải trí A.I.F娛樂                   | Triệu Lăng Phong 趙凌峰  | D             | Vocal Leader        | 10                 | 139           |
| Thái Y Lâm 蔡依林  | Đại nghệ thuật gia 大藝術家 | B組 逆襲的向日葵                  | Yuehua Entertainment 樂華娛樂              | Hoàng Tân Thuần 黃新淳   | F             | Vocal               | 60                 | 139           |
| Thái Y Lâm 蔡依林  | Đại nghệ thuật gia 大藝術家 | B組 逆襲的向日葵                  | Thần Tinh Giải trí 辰星娛樂                | Rapen                    | F             | Dance Center        | 10                 | 139           |
| Thái Y Lâm 蔡依林  | Đại nghệ thuật gia 大藝術家 | B組 逆襲的向日葵                  | Siêu năng xướng phiến 超能唱片             | Đàm Tuấn Nghị覃俊毅      | F             | Rap                 | 15                 | 139           |
| Hoa Thần Vũ 華晨宇 | Mật mã Contra 代號魂鬥羅    | A組 我想換Center                  | Hồng Dập Văn hóa 紅熠文化                  | Lý Trường Canh 李長庚    | D             | Vocal Center        | 13                 | 171           |
| Hoa Thần Vũ 華晨宇 | Mật mã Contra 代號魂鬥羅    | A組 我想換Center                  | Tân Phát truyền thông 新湃傳媒             | Vu Bân于斌               | D             | Vocal               | 13                 | 171           |
| Hoa Thần Vũ 華晨宇 | Mật mã Contra 代號魂鬥羅    | A組 我想換Center                  | Bạc Dập Văn hóa 鉑熠文化                   | Diệp Hoằng Hi 葉泓希     | C             | Vocal               | 12                 | 171           |
| Hoa Thần Vũ 華晨宇 | Mật mã Contra 代號魂鬥羅    | A組 我想換Center                  | Banana Culture 香蕉娛樂                    | Khâu Trì Hải 邱治諧      | C             | Vocal Leader        | 12                 | 171           |
| Hoa Thần Vũ 華晨宇 | Mật mã Contra 代號魂鬥羅    | A組 我想換Center                  | Dã Hỏa Giải trí 野火娛樂                   | Hứa Khải Hạo 許凱皓      | C             | Dance               | 14                 | 171           |
| Hoa Thần Vũ 華晨宇 | Mật mã Contra 代號魂鬥羅    | A組 我想換Center                  | Banana Culture 香蕉娛樂                    | Lâm Ngạn Tuấn 林彥俊     | D             | Rap                 | 101                | 171           |
| Hoa Thần Vũ 華晨宇 | Mật mã Contra 代號魂鬥羅    | A組 我想換Center                  | A.I.F Giải trí A.I.F娛樂                   | Dương Nghệ 楊羿          | C             | Rap                 | 6                  | 171           |
| Hoa Thần Vũ 華晨宇 | Mật mã Contra 代號魂鬥羅    | B組 代號氣鼓鼓隊                  | Thịnh Hạ Tinh Không 盛夏星空               | Dương Phi Đồng 楊非同    | D             | Vocal Center        | 124                | 236           |
| Hoa Thần Vũ 華晨宇 | Mật mã Contra 代號魂鬥羅    | B組 代號氣鼓鼓隊                  | Thiên Tân Trung Thị 天津中視               | Chu Nhất Văn 朱一文      | F             | Vocal Leader        | 10                 | 236           |
| Hoa Thần Vũ 華晨宇 | Mật mã Contra 代號魂鬥羅    | B組 代號氣鼓鼓隊                  | Giản Đơn Khoái Lạc Âm nhạc 簡單快樂文化    | Lâm Hạo Giai 林浩楷      | F             | Vocal               | 12                 | 236           |
| Hoa Thần Vũ 華晨宇 | Mật mã Contra 代號魂鬥羅    | B組 代號氣鼓鼓隊                  | Hoán tinh Văn hóa 煥星文化                 | Hà Gia Canh 何嘉庚       | D             | Vocal               | 17                 | 236           |
| Hoa Thần Vũ 華晨宇 | Mật mã Contra 代號魂鬥羅    | B組 代號氣鼓鼓隊                  | Thứ Nguyên Văn hóa 次元文化                | Từ Hạc Ni 徐鶴尼         | F             | Vocal               | 25                 | 236           |
| Hoa Thần Vũ 華晨宇 | Mật mã Contra 代號魂鬥羅    | B組 代號氣鼓鼓隊                  | Hoán tinh Văn hóa 煥星文化                 | Trương Vũ Thần 張宇晨    | D             | Rap                 | 25                 | 236           |
| Hoa Thần Vũ 華晨宇 | Mật mã Contra 代號魂鬥羅    | B組 代號氣鼓鼓隊                  | Tiệp Đặc Liên hợp 捷特聯合                 | Hàn Ung Kiệt 韓雍杰      | D             | Rap                 | 23                 | 236           |
| Lay (Ca sĩ)        | Shake                       | A組 一起搖擺                      | TTS tự do 個人練習生                       | Cam Tuấn 甘俊            | D             | Vocal               | 15                 | 87            |
| Lay (Ca sĩ)        | Shake                       | A組 一起搖擺                      | Siêu Năng Xướng phiên 超能唱片             | Lâu Tư Bác 婁滋博        | C             | Dance               | 33                 | 87            |
| Lay (Ca sĩ)        | Shake                       | A組 一起搖擺                      | Khôn Âm Giải trí 坤音娛樂                  | Nhạc Nhạc 岳岳           | D             | Rap Leader          | 15                 | 87            |
| Lay (Ca sĩ)        | Shake                       | A組 一起搖擺                      | Bạc Dập Văn hóa 鉑熠文化                   | Trương Hân 張昕          | C             | Rap                 | 10                 | 87            |
| Lay (Ca sĩ)        | Shake                       | A組 一起搖擺                      | Bạc Dập Văn hóa 鉑熠文化                   | Lăng Kỳ 凌崎             | D             | Rap                 | 14                 | 87            |
| Lay (Ca sĩ)        | Shake                       | B組 five fire fly wow visual      | Mạch Duệ Giải trí 麥銳娛樂                 | La Chính 羅正            | F             | Vocal               | 103                | 315           |
| Lay (Ca sĩ)        | Shake                       | B組 five fire fly wow visual      | Nhạc Phong Nghệ xã 樂風藝社                | Mẫn Hỷ Tường 閔喆祥      | C             | Dance Center        | 54                 | 315           |
| Lay (Ca sĩ)        | Shake                       | B組 five fire fly wow visual      | Thịnh Hạ Tinh Không 盛夏星空               | Trương Đạt Nguyên 張達源 | F             | Rap                 | 62                 | 315           |
| Lay (Ca sĩ)        | Shake                       | B組 five fire fly wow visual      | Thịnh Hạ Tinh Không 盛夏星空               | Vương Nghệ Long 王藝龍   | C             | Rap Leader          | 49                 | 315           |
| Lay (Ca sĩ)        | Shake                       | B組 five fire fly wow visual      | Hồng Dập Văn hóa 紅熠文化                  | Hà Đông Đông 何東東      | F             | Rap                 | 47                 | 315           |
| Kosaka Daimaou     | PPAP                        | A組 你的蘋果                      | Yuehua Entertainment 樂華娛樂              | Chu Chính Đình 朱正廷    | A             | Vocal               | 131                | 285           |
| Kosaka Daimaou     | PPAP                        | A組 你的蘋果                      | TTS tự do 個人練習生                       | Thái Từ Khôn 蔡徐坤      | A             | Vocal Center        | 85                 | 285           |
| Kosaka Daimaou     | PPAP                        | A組 你的蘋果                      | TTS tự do 個人練習生                       | Châu Duệ 周銳            | B             | Vocal Leader        | 7                  | 285           |
| Kosaka Daimaou     | PPAP                        | A組 你的蘋果                      | Quả Nhiên Giải trí 果然娛樂                | Châu Ngạn Thần 周彥辰    | B             | Dance               | 32                 | 285           |
| Kosaka Daimaou     | PPAP                        | A組 你的蘋果                      | Giản Đơn Khoái Lạc Âm nhạc 簡單快樂文化    | Vương Tử Dị 王子異       | B             | Rap                 | 30                 | 285           |
| Kosaka Daimaou     | PPAP                        | B組 扎手的菠蘿                    | Thịnh Hạ Tinh Không 盛夏星空               | Trần Minh Hào 陳名豪     | F             | Vocal               | 37                 | 146           |
| Kosaka Daimaou     | PPAP                        | B組 扎手的菠蘿                    | Á Ca Văn hóa 亞歌文化                      | Tiền Chính Hạo 錢正昊    | F             | Vocal               | 32                 | 146           |
| Kosaka Daimaou     | PPAP                        | B組 扎手的菠蘿                    | Banana Culture 香蕉娛樂                    | Lý Nhược Thiên 李若天    | F             | Vocal               | 42                 | 146           |
| Kosaka Daimaou     | PPAP                        | B組 扎手的菠蘿                    | Thần Tinh Giải trí 辰星娛樂                | Vương Hựu Thần 王宥辰    | F             | Dance Center        | 13                 | 146           |
| Kosaka Daimaou     | PPAP                        | B組 扎手的菠蘿                    | Nhạc Phong Nghệ xã 樂風藝社                | Trần Nghĩa Phu 陳義夫    | F             | Rap                 | 22                 | 146           |
| Jason Derulo       | Get Ugly                    | Nhóm A 老寒腿組合                 | Tân Duệ Tạp chí 新銳雜誌                   | Vạn Vũ Hiền 萬宇賢       | C             | Vocal Center        | 29                 | 242           |
| Jason Derulo       | Get Ugly                    | Nhóm A 老寒腿組合                 | Giản Đơn Khoái Lạc Âm nhạc 簡單快樂文化    | Lý Chí Kiệt 李志杰       | D             | Vocal Leader        | 22                 | 242           |
| Jason Derulo       | Get Ugly                    | Nhóm A 老寒腿組合                 | Banana Culture 香蕉娛樂                    | Cao Mậu Đồng 高茂桐      | D             | Vocal               | 35                 | 242           |
| Jason Derulo       | Get Ugly                    | Nhóm A 老寒腿組合                 | Giác Đỉnh Đông Phương 覺醒東方             | Tần Tử Mặc 秦子墨        | F             | Vocal               | 27                 | 242           |
| Jason Derulo       | Get Ugly                    | Nhóm A 老寒腿組合                 | Siêu Năng Xướng Phiên 超能唱片             | Hàn Ung Kiệt 武連杰      | C             | Dance               | 32                 | 242           |
| Jason Derulo       | Get Ugly                    | Nhóm A 老寒腿組合                 | Banana Culture 香蕉娛樂                    | Lục Đình Hạo 陸定昊      | C             | Rap                 | 85                 | 242           |
| Jason Derulo       | Get Ugly                    | Nhóm A 老寒腿組合                 | Siêu Năng Xướng Phiên 超能唱片             | Lý Nhượng 李讓           | D             | Rap                 | 12                 | 242           |
| Jason Derulo       | Get Ugly                    | Nhóm B 好難啊組合                 | Tân Duệ Tạp chí 新銳雜誌                   | Ứng Trí Việt 應智越      | D             | Vocal Center Leader | 32                 | 144           |
| Jason Derulo       | Get Ugly                    | Nhóm B 好難啊組合                 | TTS tự do 個人練習生                       | Hoàng Nhược Hàm 黃若涵   | F             | Vocal               | 8                  | 144           |
| Jason Derulo       | Get Ugly                    | Nhóm B 好難啊組合                 | Hoa Ảnh Nghệ Tinh 華影藝星                 | Hoàng Thư Hào 黃書豪     | F             | Vocal               | 33                 | 144           |
| Jason Derulo       | Get Ugly                    | Nhóm B 好難啊組合                 | Hoán Tinh Văn Hóa 煥星文化                 | Lý Hâm Nham 李鑫岩       | F             | Vocal               | 14                 | 144           |
| Jason Derulo       | Get Ugly                    | Nhóm B 好難啊組合                 | Mạch Duệ Giải trí 麥銳娛樂                 | Tôn Phàm Kiệt 孫凡傑     | D             | Dance               | 16                 | 144           |
| Jason Derulo       | Get Ugly                    | Nhóm B 好難啊組合                 | Quả Nhiên Giải trí 果然娛樂                | Trương Yến Khải 張晏愷   | F             | Rap                 | 41                 | 144           |
| CNBLUE             | Can't Stop                  | Nhóm A Snow Prince 雪花王子       | Mạch Duệ Giải trí 麥銳娛樂                 | Lữ Thần Du 呂晨瑜        | F             | Vocal               | 11                 | 258           |
| CNBLUE             | Can't Stop                  | Nhóm A Snow Prince 雪花王子       | Banana Culture 香蕉娛樂                    | Vưu Trường Tĩnh 尤長靖   | A             | Vocal               | 21                 | 258           |
| CNBLUE             | Can't Stop                  | Nhóm A Snow Prince 雪花王子       | Yuehua Entertainment 樂華娛樂              | Phạm Thừa Thừa 范丞丞    | D             | Vocal Center        | 99                 | 258           |
| CNBLUE             | Can't Stop                  | Nhóm A Snow Prince 雪花王子       | Hoa Nghị huynh đệ 華誼兄弟                 | Trịnh Duệ Bân 鄭銳彬     | A             | Vocal               | 14                 | 258           |
| CNBLUE             | Can't Stop                  | Nhóm A Snow Prince 雪花王子       | Mạch Duệ Giải trí 麥銳娛樂                 | Đặng Lãng Di 鄧烺怡      | C             | Dance               | 8                  | 258           |
| CNBLUE             | Can't Stop                  | Nhóm A Snow Prince 雪花王子       | Banana Culture 香蕉娛樂                    | Lâm Siêu Trạch 林超澤    | A             | Rap Leader          | 19                 | 258           |
| CNBLUE             | Can't Stop                  | Nhóm A Snow Prince 雪花王子       | Yuehua Entertainment 樂華娛樂              | Justin                   | B             | Rap                 | 86                 | 258           |
| CNBLUE             | Can't Stop                  | Nhóm B 七個隆咚嗆                 | Thần Tinh Giải trí 辰星娛樂                | Curry 伽里               | D             | Vocal               | 11                 | 181           |
| CNBLUE             | Can't Stop                  | Nhóm B 七個隆咚嗆                 | Giác Đỉnh Đông Phương 覺醒東方             | Hàn Mộc Bá 韓沐伯        | C             | Vocal Leader        | 28                 | 181           |
| CNBLUE             | Can't Stop                  | Nhóm B 七個隆咚嗆                 | Hoa Nghị huynh đệ Thời thượng 華誼兄弟時尚 | Jeffrey                  | D             | Vocal Center        | 30                 | 181           |
| CNBLUE             | Can't Stop                  | Nhóm B 七個隆咚嗆                 | Khôn Âm Giải trí 坤音娛樂                  | Linh Siêu 靈超           | D             | Vocal               | 34                 | 181           |
| CNBLUE             | Can't Stop                  | Nhóm B 七個隆咚嗆                 | Thịnh Hạ Tinh Không 盛夏星空               | Vương Tử Hào 王梓豪      | D             | Dance               | 26                 | 181           |
| CNBLUE             | Can't Stop                  | Nhóm B 七個隆咚嗆                 | Thần Tinh Giải trí 辰星娛樂                | Từ Thánh Ân 徐聖恩       | D             | Rap                 | 17                 | 181           |
| CNBLUE             | Can't Stop                  | Nhóm B 七個隆咚嗆                 | Giác Đỉnh Đông Phương 覺醒東方             | Tần Phấn 秦奮            | F             | Rap                 | 35                 | 181           |

### Tập 5
- Các Thực tập sinh bầu chọn Người có gương mặt đẹp nhất。

| Kết quả bình chọn | Kết quả bình chọn     | Kết quả bình chọn                       |
| Thứ hạng          | Thí sinh              | Công ty quản lý                         |
| ----------------- | --------------------- | --------------------------------------- |
| 1                 | Lâm Ngạn Tuấn 林彥俊  | Banana Culture 香蕉娱乐                 |
| 2                 | Linh Siêu 灵超        | Khôn Âm Giải trí 坤音娱乐               |
| 3                 | Thái Từ Khôn 蔡徐坤   | TTS Cá nhân 个人练习生                  |
| 4                 | Tần Phấn 秦奮         | Giác Đỉnh Đông Phương 觉醒东方          |
| 5                 | Châu Ngạn Thần 周彥辰 | Quả Nhiên Giải trí 果然娱乐             |
| 6                 | Vương Tử Dị 王子异    | Giản Đơn Khoái Lạc Âm nhạc 简单快乐音乐 |
| 7                 | Tất Văn Quân 毕雯珺   | Yuehua Entertainment 乐华娱乐           |
| 8                 | Justin 黄明昊         | Yuehua Entertainment 乐华娱乐           |
| 9                 | Bốc Phàm 卜凡         | Khôn Âm Giải trí 坤音娱乐               |

- Thi đấu vũ đạo tốc độ cao
  - Các thực tập sinh thi đấu cuộc thi nhảy vũ đạo ca khúc chủ đề <Ei Ei> ở mức độ tua nhanh do hai cố vấn vũ đạo Trình Tiêu và Châu Khiết Quỳnh tổ chức.
  - Phần thưởng: 99 thực tập sinh được cùng nhau đi ăn lẩu và sử dụng điện thoại.
- Các thực tập sinh tham gia cuộc bình chọn "Người muốn giới thiệu em gái mình cho nhất"

| Kết quả bình chọn | Kết quả bình chọn     | Kết quả bình chọn                          |
| Thứ hạng          | Thí sinh              | Công ty quản lý                            |
| ----------------- | --------------------- | ------------------------------------------ |
| 1                 | Jeffrey               | Hoa Nghị huynh đệ Thời thượng 华谊兄弟时尚 |
| 2                 | Tần Phấn 秦奋         | Giác Đỉnh Đông Phương 觉醒东方             |
| 3                 | Lâu Tư Bác 娄滋博     | Siêu Năng Xướng phiên 超能唱片             |
| 4                 | Bốc Phàm 卜凡         | Khôn Âm Giải trí 坤音娱乐                  |
| 5                 | Phạm Thừa Thừa 范丞丞 | Yuehua Entertainment 乐华娱乐              |

- Công bố xếp hạng lần thứ 1（Loại thí sinh lần 1）
  - Lần công bố xếp hạng chính thức đầu tiên của 99 thực tập sinh.
  - Kết quả phiếu bình chọn dựa trên kết quả của vòng 2 - Đánh giá nhóm (tập 4 và tập 5) cộng với tổng lượt bình chọn online (thực hiện trên website/ ứng dụng Iqiyi. Mỗi tài khoản mỗi ngày được bình chọn 9 phiếu cho 9 thực tập sinh khác nhau, tài khoản VIP có số lượng phiếu gấp đôi, 18 phiếu cho 9 thực tập sinh khác nhau)
  - Top 1 - 60 tiếp tục cuộc thi. Các thực tập sinh từ hạng 61 đến 99 bị loại.
  - Màu đỏ: Tăng hạng，Màu xanh: Tụt hạng，-: Giữ nguyên thứ hạng。

| 1  | Thái Từ Khôn 蔡徐坤        | 11,254,646 | -   |
| 2  | Trần Lập Nông 陈立农       | 7,409,638  | -   |
| 3  | Phạm Thừa Thừa 范丞丞      | 6,716,169  | -   |
| 4  | Justin 黄明昊              | 6,608,579  | -   |
| 5  | Chu Chính Đình 朱正廷      | 6,539,548  | -   |
| 6  | Tiểu Quỷ 小鬼              | 5,532,434  | -   |
| 7  | Bốc Phàm 卜凡              | 3,352,131  | -   |
| 8  | Lý Quyền Triết 李权哲      | 2,456,778  | ↑3  |
| 9  | Hà Đông Đông 何东东        | 2,443,819  | ↓1  |
| 10 | Vưu Trường Tĩnh 尤长靖     | 2,376,682  | ↓1  |
| 11 | Vương Tử Dị 王子异         | 2,172,301  | ↑2  |
| 12 | Jeffrey                    | 2,046,180  | ↓2  |
| 13 | Tần Phấn 秦奋              | 1,947,458  | ↓1  |
| 14 | Lâm Siêu Trạch 林超泽      | 1.689.966  | -   |
| 15 | Chu Tinh Kiệt 朱星杰       | 1,578,504  | ↑3  |
| 16 | Linh Siêu 灵超             | 1,540,972  | ↑3  |
| 17 | Tiền Chính Hạo 钱正昊      | 1,442,197  | ↓2  |
| 18 | Đổng Nham Lỗi 董岩磊       | 1,406,106  | ↓1  |
| 19 | Hàn Mộc Bá 韩沐伯          | 1,335,746  | ↓3  |
| 20 | Đinh Trạch Nhân 丁泽仁     | 1,178,626  | -   |
| 21 | Nhạc Nhạc 岳岳             | 1,043,108  | ↑2  |
| 22 | Tả Diệp 左叶               | 1,040,536  | ↓1  |
| 23 | Hứa Khải Hạo 许凯皓        | 988,816    | ↓1  |
| 24 | Mộc Tử Dương 木子洋        | 910,613    | -   |
| 25 | Trịnh Duệ Bân 郑锐彬       | 865,664    | ↑1  |
| 26 | Tất Văn Quân 毕雯珺        | 836,793    | ↓1  |
| 27 | Châu Ngạn Thần 周彥辰      | 662,933    | ↑1  |
| 28 | Lâm Ngạn Tuấn 林彥俊       | 622,535    | ↑2  |
| 29 | Lý Hy Khản 李希侃          | 613,799    | ↓2  |
| 30 | Lục Đình Hạo 陆定昊        | 576,286    | ↑1  |
| 31 | Châu Duệ 周锐              | 551,319    | ↑7  |
| 32 | Hoàng Thư Hào 黄书豪       | 538,020    | ↓3  |
| 33 | Hoàng Tân Thuần 黃新淳     | 526,612    | ↓1  |
| 34 | La Chính 罗正              | 507,427    | ↑2  |
| 35 | Trương Đạt Nguyên 张达源   | 505,441    | ↑11 |
| 36 | Lý Nhượng 李让             | 480,187    | ↓3  |
| 37 | Bối Hoành Lân bei hong lin | 479,443    | ↓2  |
| 38 | Lý Trường Canh 李長庚      | 416,274    | ↓4  |
| 39 | Trần Tư Kỳ 陳斯琪          | 378,569    | ↓2  |
| 40 | Hàn Ung Kiệt 韓雍杰        | 365,269    | ↑5  |
| 41 | Tần Tử Mặc 秦子墨          | 361,316    | ↓2  |
| 42 | Vũ Liên Kiệt 武連杰        | 339,332    | ↑10 |
| 43 | Đàm Tuấn Nghị 覃俊毅       | 339,319    | ↓1  |
| 44 | Lâu Tư Bác 婁滋博          | 334,839    | ↑4  |
| 45 | Tĩnh Bội Dao 靖佩瑤        | 327,725    | ↓4  |
| 46 | Dư Minh Quân 余明君        | 321,983    | ↓6  |
| 47 | Trần Minh Hào 陳名豪       | 314,601    | ↓3  |
| 48 | Minh Bằng 明鵬             | 306,535    | ↓1  |
| 49 | Dương Phi Đồng 楊非同      | 281,012    | ↑18 |
| 50 | Chu Quân Nhất 朱勻一       | 270,542    | ↓1  |
| 51 | Curry 伽里                 | 252,504    | ↑4  |
| 52 | Lăng Kỳ 凌崎               | 248,425    | ↑12 |
| 53 | Chu Quân Thiên 朱勻天      | 247,763    | ↓3  |
| 54 | Từ Thánh Ân 徐聖恩         | 243,715    | -   |
| 55 | Lý Tuấn Nghị 李俊毅        | 229,038    | ↓2  |
| 56 | Trương Đạt Hiên 張奕軒     | 228,027    | ↑16 |
| 57 | Vương Nghệ Long 王藝龍     | 227,256    | ↓3  |
| 58 | Khương Đạt Hách 姜達赫     | 223,613    | ↓6  |
| 59 | Hồ Trí Bang 胡致邦         | 221,892    | ↑4  |
| 60 | Lương Huy 梁輝             | 215,084    | ↓9  |

### Tập 6
- Tiến hành Vòng 3 - Đánh giá vị trí Vocal (Thanh nhạc), Dance (Vũ đạo) và Rap.
- Các thực tập sinh được lựa chọn vị trí thi và bài hát lần lượt theo thứ tự xếp hạng được công bố tại tập 5.
- Thực tập sinh có số phiếu bình chọn trường quay cao nhất trong nhóm được thưởng 50.000 phiếu; 3 thực tập sinh đứng đầu 3 vị trí đánh giá được thưởng 100.000 phiếu
  - Phân loại Màu camThực tập sinh đứng đầu，Gạch chân Center trong nhóm，Màu xanhĐội trưởng trong nhóm.

| Kết quả tập 6 | Kết quả tập 6                | Kết quả tập 6         | Kết quả tập 6                    | Kết quả tập 6            | Kết quả tập 6                      | Kết quả tập 6 | Kết quả tập 6 |
| Loại hình     | Ca khúc                      | Nguyên gốc            | Nhóm                             | Thí sinh                 | Công ty quản lý                    | Xếp hạng      | Số phiếu      |
| ------------- | ---------------------------- | --------------------- | -------------------------------- | ------------------------ | ---------------------------------- | ------------- | ------------- |
| Dance         | Côn nhị khúc 雙截棍          | Châu Kiệt Luân 周杰倫 | The Shadows                      | Đinh Trạch Nhân 丁澤仁   | Yuehua Entertainment 樂華娛樂      | 1             | 339           |
| Dance         | Côn nhị khúc 雙截棍          | Châu Kiệt Luân 周杰倫 | The Shadows                      | Châu Ngạn Thần 周彥辰    | Quả Nhiên Giải trí 果然娛樂        | 2             | 146           |
| Dance         | Côn nhị khúc 雙截棍          | Châu Kiệt Luân 周杰倫 | The Shadows                      | Dư Minh Quân 余明君      | Mạch Duệ Giải trí 麥銳娛樂         | 5             | 59            |
| Dance         | Côn nhị khúc 雙截棍          | Châu Kiệt Luân 周杰倫 | The Shadows                      | Lăng Kỳ 凌崎             | Bạc Dập Văn hóa 鉑熠文化           | 6             | 34            |
| Dance         | Côn nhị khúc 雙截棍          | Châu Kiệt Luân 周杰倫 | The Shadows                      | Trương Đạt Nguyên 張奕軒 | Bạc Dập Văn hóa 鉑熠文化           | 4             | 70            |
| Dance         | Côn nhị khúc 雙截棍          | Châu Kiệt Luân 周杰倫 | The Shadows                      | Hồ Trí Bang 胡致邦       | Điểm Tinh Văn hóa 點星文化         | 3             | 95            |
| Dance         | Côn nhị khúc 雙截棍          | Châu Kiệt Luân 周杰倫 | The Shadows                      | Khương Đạt Hách 姜達赫   | MLody Studio MLody工作室           | 7             | 26            |
| Rap           | Artist                       | ZICO                  | Auto-tune                        | Tiểu Quỷ 小鬼            | Quả Nhiên giải trí 果然娛樂        | 1             | 328           |
| Rap           | Artist                       | ZICO                  | Auto-tune                        | Chu Tinh Kiệt 朱星杰     | Quả Nhiên giải trí 果然娛樂        | 3             | 166           |
| Rap           | Artist                       | ZICO                  | Auto-tune                        | Nhạc Nhạc 岳岳           | Khôn Âm Giải trí 坤音娛樂          | 2             | 174           |
| Rap           | Artist                       | ZICO                  | Auto-tune                        | Từ Thánh Ân 徐聖恩       | Thần Tinh Giải trí 辰星娛樂        | 4             | 113           |
| Vocal         | Hoài niệm trong anh 我懷念的 | Tôn Yến Tư 孫燕姿     | Ngày mưa rơi 下雨天              | Vưu Trường Tĩnh 尤長靖   | Banana Culture 香蕉娛樂            | 1             | 300           |
| Vocal         | Hoài niệm trong anh 我懷念的 | Tôn Yến Tư 孫燕姿     | Ngày mưa rơi 下雨天              | Hàn Mộc Bá 韓沐伯        | Giác Đỉnh Đông Phương 覺醒東方     | 3             | 176           |
| Vocal         | Hoài niệm trong anh 我懷念的 | Tôn Yến Tư 孫燕姿     | Ngày mưa rơi 下雨天              | Trần Lập Nông 陳立農     | Truyền Kỳ Tinh Giải trí 傳奇星娛樂 | 4             | 115           |
| Vocal         | Hoài niệm trong anh 我懷念的 | Tôn Yến Tư 孫燕姿     | Ngày mưa rơi 下雨天              | Lý Quyền Triết 李權哲    | Yuehua Entertainment 樂華娛樂      | 2             | 295           |
| Rap           | Turn down for what           | DJ Snake              | Thật sự không dễ dàng 真不容易隊 | Tần Phấn 秦奮            | Giác Đỉnh Đông Phương 覺醒東方     | 1             | 248           |
| Rap           | Turn down for what           | DJ Snake              | Thật sự không dễ dàng 真不容易隊 | Đổng Nham Lỗi 董岩磊     | Từ Văn Truyền thông 慈文傳媒       | 3             | 95            |
| Rap           | Turn down for what           | DJ Snake              | Thật sự không dễ dàng 真不容易隊 | Lý Nhượng 李讓           | Siêu Năng Xướng Phiên 超能唱片     | 4             | 59            |
| Rap           | Turn down for what           | DJ Snake              | Thật sự không dễ dàng 真不容易隊 | Tĩnh Bội Dao 靖佩瑤      | Giác Đỉnh Đông Phương 覺醒東方     | 2             | 163           |

### Tập 7
- Tiếp tục iến hành Vòng 3 - Đánh giá vị trí Vocal (Thanh nhạc), Dance (Vũ đạo) và Rap.
- Thực tập sinh có số phiếu bình chọn trường quay cao nhất trong nhóm được thưởng 50.000 phiếu; 3 thực tập sinh đứng đầu 3 vị trí đánh giá được thưởng 100.000 phiếu
  - Phân loại Màu cam Thực tập sinh đứng đầu，Gạch chân Center trong nhóm，Màu xanh Đội trưởng trong nhóm.

| Kết quả tập 7 | Kết quả tập 7   | Kết quả tập 7                                        | Kết quả tập 7                | Kết quả tập 7            | Kết quả tập 7                              | Kết quả tập 7 | Kết quả tập 7 |
| Loại hình     | Ca khúc         | Nguyên gốc                                           | Nhóm                         | Thí sinh                 | Công ty quản lý                            | Xếp hạng      | Số phiếu      |
| ------------- | --------------- | ---------------------------------------------------- | ---------------------------- | ------------------------ | ------------------------------------------ | ------------- | ------------- |
| Dance         | Sheep           | 張藝興                                               | Tiểu miên dương 小綿羊       | Chu Chính Đình 朱正廷    | Yuehua Entertainment 樂華娛樂              | 1             | 351           |
| Dance         | Sheep           | 張藝興                                               | Tiểu miên dương 小綿羊       | Lâm Siêu Trạch 林超澤    | Banana Culture 香蕉娛樂                    | 3             | 112           |
| Dance         | Sheep           | 張藝興                                               | Tiểu miên dương 小綿羊       | Tả Diệp 左葉             | Giác Đỉnh Đông Phương 覺醒東方             | 4             | 53            |
| Dance         | Sheep           | 張藝興                                               | Tiểu miên dương 小綿羊       | Hứa Khải Hạo 許凱皓      | Dã Hỏa Giải trí 野火娛樂                   | 5             | 49            |
| Dance         | Sheep           | 張藝興                                               | Tiểu miên dương 小綿羊       | Lý Hy Khản 李希侃        | Mạch Duệ Giải trí 麥銳娛樂                 | 2             | 136           |
| Dance         | Sheep           | 張藝興                                               | Tiểu miên dương 小綿羊       | Vũ Liên Kiệt 武連杰      | Siêu Năng Xướng Phiên 超能唱片             | 6             | 38            |
| Vocal         | Yêu em 愛你     | Trần Phương Ng 陳芳語                                | 每天都是情人節               | Jeffrey                  | Hoa Nghị Huynh đệ Thời thượng 華誼兄弟時尚 | 3             | 160           |
| Vocal         | Yêu em 愛你     | Trần Phương Ng 陳芳語                                | 每天都是情人節               | Lâm Ngạn Tuấn 林彥俊     | Bannana Culture 香蕉娛樂                   | 2             | 219           |
| Vocal         | Yêu em 愛你     | Trần Phương Ng 陳芳語                                | 每天都是情人節               | Lục Đình Hạo 陸定昊      | Bannana Culture 香蕉娛樂                   | 4             | 107           |
| Vocal         | Yêu em 愛你     | Trần Phương Ng 陳芳語                                | 每天都是情人節               | Hoàng Tân Thuần 黃新淳   | Yuehua Entertainment 樂華娛樂              | 1             | 231           |
| Rap           | Very good       | Block B                                              | Very good team               | Đàm Tuấn Nghị 覃俊毅     | Siêu Năng Xướng Phiên 超能唱片             | 3             | 69            |
| Rap           | Very good       | Block B                                              | Very good team               | Lý Tuấn Nghị 李俊毅      | TTS cá nhân 個人練習生                     | 2             | 98            |
| Rap           | Very good       | Block B                                              | Very good team               | Phạm Thừa Thừa 范丞丞    | Yuehua Entertainment 樂華娛樂              | 1             | 368           |
| Rap           | Very good       | Block B                                              | Very good team               | Bối Hoành Lân 貝汯璘     | Bannana Culture 香蕉娛樂                   | 4             | 60            |
| Dance         | Flow            | Phương Đại Đồng 方大同 feat Vương Lực Hoành 王力宏]] | Hồng hồng hỏa hỏa 紅紅火火   | Chu Quân Nhất 朱勻一     | Tân Duệ Tạp chí 新銳雜誌                   | Chấn thương   | Chấn thương   |
| Dance         | Flow            | Phương Đại Đồng 方大同 feat Vương Lực Hoành 王力宏]] | Hồng hồng hỏa hỏa 紅紅火火   | Chu Quân Thiên 朱勻天    | Tân Duệ Tạp chí 新銳雜誌                   | 1             | 227           |
| Dance         | Flow            | Phương Đại Đồng 方大同 feat Vương Lực Hoành 王力宏]] | Hồng hồng hỏa hỏa 紅紅火火   | Vương Nghệ Long 王藝龍   | Thịnh hạ thiên không 盛夏星空              | 2             | 128           |
| Dance         | Flow            | Phương Đại Đồng 方大同 feat Vương Lực Hoành 王力宏]] | Hồng hồng hỏa hỏa 紅紅火火   | Lương Huy 梁輝           | Joy Star                                   | 3             | 106           |
| Vocal         | Non nửa 小半    | Trần Lạp 陳粒                                        | 凍壞你們                     | Châu Duệ 周銳            | TTS Tự do 個人練習生                       | 1             | 293           |
| Vocal         | Non nửa 小半    | Trần Lạp 陳粒                                        | 凍壞你們                     | Linh Siêu 靈超           | Khôn Âm Giải trí 坤音娛樂                  | 3             | 248           |
| Vocal         | Non nửa 小半    | Trần Lạp 陳粒                                        | 凍壞你們                     | Tiền Chính Hạo 錢正昊    | Á Ca Văn hóa 亞歌文化                      | 4             | 229           |
| Vocal         | Non nửa 小半    | Trần Lạp 陳粒                                        | 凍壞你們                     | Trịnh Duệ Bân 鄭銳彬     | Hoa Nghị huynh đệ 華誼兄弟                 | 2             | 250           |
| Dance         | Me too          | Meghan Trainor                                       | 如果我是你，我也想成為自己隊 | Lâu Tư Bác 婁滋博        | Siêu Năng Xướng Phiên 超能唱片             | 1             | 197           |
| Dance         | Me too          | Meghan Trainor                                       | 如果我是你，我也想成為自己隊 | Dương Phi Đồng 楊非同    | Thịnh Hạ Tinh Không 盛夏星空               | 3             | 110           |
| Dance         | Me too          | Meghan Trainor                                       | 如果我是你，我也想成為自己隊 | Trương Đạt Nguyên 張達源 | Thịnh Hạ Tinh Không 盛夏星空               | 4             | 54            |
| Dance         | Me too          | Meghan Trainor                                       | 如果我是你，我也想成為自己隊 | Tần Tử Mặc 秦子墨        | Giác Đỉnh Đông Phương 覺醒東方             | 2             | 142           |
| Dance         | Me too          | Meghan Trainor                                       | 如果我是你，我也想成為自己隊 | Curry 伽里               | Thần Tinh Giải trí 辰星娛樂                | 5             | 46            |
| Vocal         | Shape of you    | Ed Sheeran                                           | I want you                   | Trần Minh Hào 陳名豪     | Thịnh Hạ Thiên Không 盛夏星空              | 1             | 127           |
| Vocal         | Shape of you    | Ed Sheeran                                           | I want you                   | Trần Tư Kỳ 陳斯琪        | Thứ Nguyên Văn hóa 次元文化                | 5             | 76            |
| Vocal         | Shape of you    | Ed Sheeran                                           | I want you                   | Minh Bằng 明鵬           | Anh Hoàng Giải trí 英皇娛樂                | 4             | 86            |
| Vocal         | Shape of you    | Ed Sheeran                                           | I want you                   | Lý Trường Canh 李長庚    | Hồng Dập Văn hóa 紅熠文化                  | 2             | 119           |
| Vocal         | Shape of you    | Ed Sheeran                                           | I want you                   | Hàn Ung Kiệt 韓雍杰      | Tiệp Đặc Liên hợp 捷特聯合                 | 3             | 94            |
| Vocal         | Always Online   | Lâm Tuấn Kiệt 林俊傑                                 | High fashion                 | Mộc Tử Dương 木子洋      | Khôn Âm Giải trí 坤音娛樂                  | 2             | 199           |
| Vocal         | Always Online   | Lâm Tuấn Kiệt 林俊傑                                 | High fashion                 | Tất Văn Quân 畢雯珺      | Yuehua Entertainment 樂華娛樂              | 1             | 300           |
| Vocal         | Always Online   | Lâm Tuấn Kiệt 林俊傑                                 | High fashion                 | Hoàng Thư Hào 黃書豪     | Hoa Ảnh Nghệ Tinh 華影藝星                 | 4             | 97            |
| Vocal         | Always Online   | Lâm Tuấn Kiệt 林俊傑                                 | High fashion                 | La Chính 羅正            | Mạch Duệ Giải trí 麥銳娛樂                 | 3             | 124           |
| Vocal         | Always Online   | Lâm Tuấn Kiệt 林俊傑                                 | High fashion                 | Hà Đông Đông 何東東      | Hồng Dập Văn hóa 紅熠文化                  | 5             | 47            |
| Rap           | Papillon 巴比龍 | Jackson Wang 王嘉爾                                  | 台下Baby龍 台上巴比龍        | Justin                   | Yuehua Entertainment 樂華娛樂              | 1             | 285           |
| Rap           | Papillon 巴比龍 | Jackson Wang 王嘉爾                                  | 台下Baby龍 台上巴比龍        | Thái Tù Khôn 蔡徐坤      | TTS Tự do 個人練習生                       | 2             | 271           |
| Rap           | Papillon 巴比龍 | Jackson Wang 王嘉爾                                  | 台下Baby龍 台上巴比龍        | Bốc Phàm 卜凡            | Khôn Âm Giải trí 坤音娛樂                  | 3             | 186           |
| Rap           | Papillon 巴比龍 | Jackson Wang 王嘉爾                                  | 台下Baby龍 台上巴比龍        | Vương Tử Dị 王子異       | Giản Đơn Khoái Lạc Âm nhạc 簡單快樂文化    | 4             | 143           |

| Tổng kết quả Nhóm Dance  | Tổng kết quả Nhóm Dance | Tổng kết quả Nhóm Dance   |
| Thí sinh                 | Xếp hạng                | Số phiếu (Đã cộng thưởng) |
| ------------------------ | ----------------------- | ------------------------- |
| Chu Chính Đình 朱正廷    | 1                       | 150,351                   |
| Đinh Trạch Nhân 丁澤仁   | 2                       | 50,339                    |
| Chu Quân Thiên 朱勻天    | 3                       | 50,227                    |
| Lâu Tư Bác 婁滋博        | 4                       | 50,191                    |
| Châu Ngạn Thần 周彥辰    | 5                       | 146                       |
| Tần Tử Mặc 秦子墨        | 6                       | 142                       |
| Lý Hy Khản 李希侃        | 7                       | 136                       |
| Vương Nghệ Long 王藝龍   | 8                       | 128                       |
| Lâm Siêu Trạch 林超澤    | 9                       | 112                       |
| Dương Phi Đồng 楊非同    | 10                      | 110                       |
| Lương Huy 梁輝           | 11                      | 106                       |
| Hồ Trí Bang 胡致邦       | 12                      | 95                        |
| Trương Dịch Hiên 張奕軒  | 13                      | 70                        |
| Dư Minh Quân 余明君      | 14                      | 59                        |
| Trương Đạt Nguyên 張達源 | 15                      | 54                        |
| Tả Diệp 左葉             | 16                      | 53                        |
| Hứa Khải Hạo 許凱皓      | 17                      | 49                        |
| Curry 伽里               | 18                      | 46                        |
| Vũ Liên Kiệt 武連杰      | 19                      | 38                        |
| Lăng Kỳ 凌崎             | 20                      | 34                        |
| Khương Đạt Hách 姜達赫   | 21                      | 26                        |
| Chu Quân Nhất 朱勻一     | 22                      | 0                         |

| Tổng kết quả Nhóm Vocal | Tổng kết quả Nhóm Vocal |          |
| Thí sinh                | Xếp hạng                | Số phiếu |
| ----------------------- | ----------------------- | -------- |
| Vưu Trường Tĩnh 尤長靖  | 1                       | 150,300  |
| Tất Văn Quân 畢雯珺     | 1                       | 150,300  |
| Châu Duệ 周銳           | 3                       | 50,293   |
| Hoàng Tân Thuần 黃新淳  | 4                       | 50,231   |
| Trần Minh Hào 陳名豪    | 5                       | 50,127   |
| Lý Quyền Triết 李權哲   | 6                       | 295      |
| Trịnh Duệ Bân 鄭銳彬    | 7                       | 250      |
| Linh Siêu 靈超          | 8                       | 248      |
| Tiền Chính Hạo 錢正昊   | 9                       | 229      |
| Lâm Ngạn Tuấn 林彥俊    | 10                      | 219      |
| Mộc Tử Dương 木子洋     | 11                      | 199      |
| Hàn Mộc Bá 韓沐伯       | 12                      | 176      |
| Jeffrey                 | 13                      | 160      |
| La Chính 羅正           | 14                      | 124      |
| Lý Trường Canh 李長庚   | 15                      | 119      |
| Trần Lập Nông 陳立農    | 16                      | 115      |
| Lục Đình Hạo 陸定昊     | 17                      | 107      |
| Hoàng Thư Hào 黃書豪    | 18                      | 97       |
| Hàn Ung Kiệt 韓雍杰     | 19                      | 94       |
| Minh Bằng 明鵬          | 20                      | 86       |
| Trần Tư Kỳ 陳斯琪       | 21                      | 76       |
| Hà Đông Đông 何東東     | 22                      | 47       |

| Tổng kết quả Nhóm Rap | Tổng kết quả Nhóm Rap |                           |
| Xếp hạng              | Xếp hạng              | Số phiếu (Đã cộng thưởng) |
| --------------------- | --------------------- | ------------------------- |
| Phạm Thừa Thừa 范丞丞 | 1                     | 150,368                   |
| Tiểu Quỷ 小鬼         | 2                     | 50,328                    |
| Justin                | 3                     | 50,285                    |
| Tần Phấn 秦奮         | 4                     | 50,248                    |
| Thái Từ Khôn 蔡徐坤   | 5                     | 271                       |
| Bốc Phàm 卜凡         | 6                     | 186                       |
| Nhạc Nhạc 岳岳        | 7                     | 174                       |
| Chu Tinh Kiệt 朱星杰  | 8                     | 166                       |
| Tĩnh Bội Dao 靖佩瑤   | 9                     | 163                       |
| Vương Tử Dị 王子異    | 10                    | 143                       |
| Từ Thánh Ân 徐聖恩    | 11                    | 113                       |
| Lý Tuấn Nghị 李俊毅   | 12                    | 98                        |
| Đổng Nham Lỗi 董岩磊  | 13                    | 95                        |
| Đàm Tuấn Nghị 覃俊毅  | 14                    | 69                        |
| Bối Hoành Lân 貝汯璘  | 15                    | 60                        |
| Lý Nhượng 李讓        | 16                    | 59                        |

| Tổng kết quả toàn bộ     |          |               |
| Thí sinh                 | Xếp hạng | Tổng số phiếu |
| ------------------------ | -------- | ------------- |
| Phạm Thừa Thừa 范丞丞    | 1        | 150,368       |
| Chu Chính Đình 朱正廷    | 2        | 150,351       |
| Vưu Trường Tĩnh 尤長靖   | 3        | 150,300       |
| Tất Văn Quân 畢雯珺      | 3        | 150,300       |
| Đinh Trạch Nhân 丁澤仁   | 5        | 50,339        |
| Tiểu Quỷ 小鬼            | 6        | 50,328        |
| Châu Duệ 周銳            | 7        | 50,293        |
| Justin                   | 8        | 50,285        |
| Tần Phấn 秦奮            | 9        | 50,248        |
| Hoàng Tân Thuần 黃新淳   | 10       | 50,231        |
| Chu Quân Thiên 朱勻天    | 11       | 50,227        |
| Lâu Tư Bác 婁滋博        | 12       | 50,191        |
| Trần Minh Hào 陳名豪     | 13       | 50,127        |
| Lý Quyền Triết 李權哲    | 14       | 295           |
| Thái Từ Khôn 蔡徐坤      | 15       | 271           |
| Trịnh Duệ Bân 鄭銳彬     | 16       | 250           |
| Linh Siêu 靈超           | 17       | 248           |
| Tiền Chính Hạo 錢正昊    | 18       | 229           |
| Lâm Ngạn Tuấn 林彥俊     | 19       | 219           |
| Mộc Tử Dương 木子洋      | 20       | 199           |
| Bốc Phàm 卜凡            | 21       | 186           |
| Hàn Mộc Bá 韓沐伯        | 22       | 176           |
| Nhạc Nhạc 岳岳           | 23       | 174           |
| Chu Tinh Kiệt 朱星杰     | 24       | 166           |
| Tĩnh Bội Dao 靖佩瑤      | 25       | 163           |
| Jeffrey                  | 26       | 160           |
| Châu Ngạn Thần 周彥辰    | 27       | 146           |
| Vương Tử Dị 王子異       | 28       | 143           |
| Tần Tử Mặc 秦子墨        | 29       | 142           |
| Lý Hy Khản 李希侃        | 30       | 136           |
| Vương Nghệ Long 王藝龍   | 31       | 128           |
| La Chính 羅正            | 32       | 124           |
| Lý Trường Canh 李長庚    | 33       | 119           |
| Trần Lập Nông 陳立農     | 34       | 115           |
| Từ Thánh Ân 徐聖恩       | 35       | 113           |
| Lâm Siêu Trạch 林超澤    | 36       | 112           |
| Dương Phi Đồng 楊非同    | 37       | 110           |
| Lục Đình Hạo 陸定昊      | 38       | 107           |
| Lương Huy 梁輝           | 39       | 106           |
| Lý Tuấn Nghị 李俊毅      | 40       | 98            |
| Hoàng Thư Hào 黃書豪     | 41       | 97            |
| Đổng Nham Lỗi 董岩磊     | 42       | 95            |
| Hồ Trí Bang 胡致邦       | 42       | 95            |
| Hàn Ung Kiệt 韓雍杰      | 44       | 94            |
| Minh Bằng 明鵬           | 45       | 86            |
| Trần Tư Kỳ 陳斯琪        | 46       | 76            |
| Trương Dịch Hiên 張奕軒  | 47       | 70            |
| Đàm Tuấn Nghị 覃俊毅     | 48       | 69            |
| Bối Hoành Lân 貝汯璘     | 49       | 60            |
| Lý Nhượng 李讓           | 50       | 59            |
| Dư Minh Quân 余明君      | 50       | 59            |
| Trương Đạt Nguyên 張達源 | 52       | 54            |
| Tả Diệp 左葉             | 53       | 53            |
| Hứa Khải Hạo 許凱皓      | 54       | 49            |
| Hà Đông Đông 何東東      | 55       | 47            |
| Curry 伽里               | 56       | 46            |
| Vũ Liên Kiệt 武連杰      | 57       | 38            |
| Lăng Kỳ 凌崎             | 58       | 34            |
| Khương Đạt Hách 姜達赫   | 59       | 26            |
| Chu Quân Nhất 朱勻一     | 60       | 0             |

### Tập 8
Các thực tập sinh được các nhà sáng tạo thanh xuân chọn bài hát chủ đề. Có 5 nhóm sẽ loại dần trong lúc luyện tập. Mỗi nhóm chia ra làm hai đội nhỏ. Có 5 bài hát gồm: "Boom Boom Boom", "Anh mãi nhớ", "Firewalking", "Mau nghe tôi nói này", "Dream"
1.Nhóm 1: Bài hát "Boom Boom Boom": Đổng Nham Lỗi, Trần Tư Kỳ, Lâu Tư Bác, Hoàng Tân Thuần, Trương Dịch Hiên, La Chính, Hà Đông Đông, Lục Định Hạo, Vương Nghệ Long, Lăng Kì, Đàm Tuấn Nghị, Hoàng Tư Hào.
2.Nhóm 2: Bài hát "Dream": Thái Từ Khôn, Vương Tử Dị, Phạm Thừa Thừa, Trần Danh Hào, Chu Tinh Kiệt, Chu Chính Đình, Justin, Đinh Trạch Nhân, Châu Ngạn Thần, Trịnh Duệ Bân, Lý Nhượng, Tiền Chính Hạo
3.Nhóm 3: Bài hát "Firewalking": Trần Lập Nông, Tần Phấn, Dư Minh Quân, Lâm Siêu Trạch, Lâm Ngạn Tuấn, Tả Diệp, Lý Quyền Triết, Nhạc Nhạc, Hứa Khải Hạo, Linh Siêu, Mộc Tử Dương,Lý Hi Khản.
4.Nhóm 4: Bài hát "Mau nghe tôi nói này": Bốc Phàm, Tiểu Quỷ, Từ Thánh Ân, Chu Quân Thiên, Vũ Liên Kiệt, Minh Bằng, Curry, Bối Hoành Lâm, Chu Quân Thiên, Tần Tử Mặc.
5.Nhóm 5: Bài hát "Anh mãi nhớ": Vưu Trường Tĩnh, Jeffrey, Châu Duệ, Lý Tuấn Nghị, Dương Phi Đồng, Hàn Mộc Bá, Hàn Ung Kiệt, Tĩnh Bội Dao, Lý Trường Canh, Tất Văn Quân, Hồ Trí Bang, Trương Đạt Nguyên.
Bắt đầu công bố loại đợt hai:
1.Thái Từ Khôn: 22.819.925 phiếu
2.Justin: 20.287.719 phiếu
3.Phạm Thừa Thừa: 18.453.678 phiếu
4.Chu Chính Đình: 17.848.559 phiếu
5.Trần Lập Nông: 16.757.389 phiếu
6.Tiểu Quỷ: 12.201.426 phiếu
7.Vương Tử Dị: 11.951.835 phiếu
8.Vưu Trường Tĩnh: 11.794.119 phiếu
9.Linh Siêu: 9.499.151 phiếu
10.Bốc Phàm: 9.190.239 phiếu
11.Tần Phấn: 8.948.637 phiếu
12.Lý Quyền Triết: 8.663.416 phiếu
13.Chu Tinh Kiệt: 5.704.565 phiếu
14.Châu Ngạn Thần: 5.622.830 phiếu
15.Jeffrey: 5.471.493 phiếu
16.Lâm Siêu Trạch: 5.048.276 phiếu
17.Lý Hi Khản: 4.366.313 phiếu
18.Nhạc Nhạc: 3.698.435 phiếu
19.Đinh Trạch Nhân: 3.454.002 phiếu
20.Mộc Tử Dương: 2.774.054 phiếu
21.Hàn Mộc Bá: 2.711.723 phiếu
22.Lâm Ngạn Tuấn: 2.622.836 phiếu
23.Châu Duệ: 2.600.068 phiếu
24.La Chính: 2.437.643 phiếu
25.Trịnh Duệ Bân: 2.357.454 phiếu
26.Tiền Chính Hạo: 2.329.402 phiếu
27.Tất Văn Quân: 2.207.760 phiếu
28.Từ Thánh Ân: 2.099.753 phiếu
29.Hoàng Tân Thuần: 1.965.047 phiếu
30.Dương Phi Đồng: 1.940.083 phiếu
31.Lục Định Hạo: 1.940.057 phiếu
32.Lâu Tư Bác: 1.856.060 phiếu
33.Hà Đông Đông: 1.788.828 phiếu
34.Dư Minh Quân: 1.772.933 phiếu
35.Lý Nhượng: 1.706.074 phiếu

### Tập 9
Chia lại nhóm hát bài chủ đề mỗi nhóm 7 người. Nhóm nào nhiều hơn 7 người sẽ bỏ phiếu người nào ở lại. Sau đó các nhóm thiếu sẽ chọn người từ những người không được chọn của các nhóm khác. Thứ tự chọn theo thứ tự bầu chọn bắt đầu từ Tiểu Quỷ hạng 6, Vưu Trường Tĩnh hạng 8, người còn lại sẽ vào nhóm 1.
Nhóm 1: Bài hát "Boom Boom Boom": La Chính, Lâu Tư Bác, Lục Định Hạo, Lý Nhượng, Nhạc Nhạc, Hoàng Tân Thuần, Hà Đông Đông.
Nhóm 2: Bài hát "Dream": Châu Ngạn Thần, Justin, Chu Chính Đình, Chu Tinh Kiệt, Phạm Thừa Thừa, Đinh Trạch Nhân, Tiền Chính Hạo.
Nhóm 3: Bài hát "Firewalking": Trần Lập Nông, Lâm Siêu Trạch, Linh Siêu, Lâm Ngạn Tuấn, Lý Quyền Triết, Mộc Tử Dương, Dư Minh Quân.
Nhóm 4: Bài hát "Mau nghe tôi nói này": Bộc Phàm, Tiểu Quỷ, Từ Thánh Ân, Trịnh Duệ Bân, Thái Từ Khôn, Tần Phấn, Lý Hi Khản.
Nhóm 5: Bài hát "Anh mãi nhớ": Vưu Trường Tĩnh, Jeffrey, Tất Văn Quân, Châu Duệ, Hàn Mộc Bá, Dương Phi Đồng, Vương Tử Dị.

### Tập 10
Bắt đầu công bố xếp hạng lần 3:
1.Thái Từ Khôn: 17.400.495 phiếu: —
2.Trần Lập Nông: 6.651.023 phiếu: ⬆️3
3.Phạm Thừa Thừa: 6.243.396 phiếu: —
4.Justin-Hoàng Minh Hạo: 6.085.851 phiếu: ⬇️2
5.Vương Tử Dị: 3.525.667 phiếu: ⬆️2
6.Tiểu Quỷ: 3.338.168 phiếu: —
7.Chu Chính Đình: 3.194.539 phiếu: ⬇️3
8.Vưu Trường Tĩnh: 2.787.412 phiếu: —
9.Bốc Phàm: 2.655.890 phiếu: ⬆️1
10.Tiền Chính Hạo: 2.575.146 phiếu: ⬆️16
11.Lâm Ngạn Tuấn: 2.410.729 phiếu: ⬆️11
12.Tất Văn Quân: 2.187.524 phiếu: ⬆️15
13.Linh Siêu: 1.685.787 phiếu: ⬇️4
14.Chu Tinh Kiệt: 1.455.253 phiếu: ⬇️1
15.Lâm Siêu Trạch: 1.366.589 phiếu: ⬆️1
16.Jeffrey: 1.321.198 phiếu: ⬇️1
17.Tần Phấn: 1.163.120 phiếu: ⬇️6
18.Lý Hi Khản: 1.128.032 phiếu: ⬇️1
19.Từ Thánh Ân: 1.115.051 phiếu: ⬆️9
20.Trịnh Duệ Bân: 1.068.909 phiếu: ⬆️5

## Xếp hạng

### Top 9
| Xếp hạng | Tập 2          | Tập 3          | Tập 4 (Bình chọn trường quay) | Tập 5 (Xếp hạng loại trừ) | Tập 6          | Tập 7 (Bình chọn trường quay) | Tập 8 (Xếp hạng loại trừ) | Tập 9 (Bình chọn trường quay) | Tập 10 (Xếp hạng loại trừ) | Tập 12 (Chung kết) |
| -------- | -------------- | -------------- | ----------------------------- | ------------------------- | -------------- | ----------------------------- | ------------------------- | ----------------------------- | -------------------------- | ------------------ |
| 1        | Trần Lập Nông  | Thái Từ Khôn   | Trần Lập Nông                 | Thái Từ Khôn              | Thái Từ Khôn   | Phạm Thừa Thừa                | Thái Từ Khôn              | Thái Từ Khôn                  | Thái Từ Khôn               | Thái Từ Khôn       |
| 2        | Thái Từ Khôn   | Trần Lập Nông  | Chu Chính Đình                | Trần Lập Nông             | Justin         | Chu Chính Đình                | Justin                    | Justin                        | Trần Lập Nông              | Trần Lập Nông      |
| 3        | Phạm Thừa Thừa | Phạm Thừa Thừa | Dương Phi Đồng                | Phạm Thừa Thừa            | Phạm Thừa Thừa | Vưu Trường Tĩnh               | Phạm Thừa Thừa            | Chu Chính Đình                | Phạm Thừa Thừa             | Phạm Thừa Thừa     |
| 4        | Justin         | Justin         | La Chính                      | Justin                    | Chu Chính Đình | Tất Văn Quân                  | Chu Chính Đình            | Trần Lập Nông                 | Justin                     | Justin             |
| 5        | Chu Chính Đình | Chu Chính Đình | Phạm Thừa Thừa                | Chu Chính Đình            | Trần Lập Nông  | Đinh Trạch Nhân               | Trần Lập Nông             | Phạm Thừa Thừa                | Vương Tử Dị                | Lâm Ngạn Tuấn      |
| 6        | Hà Đông Đông   | Tiểu Quỷ       | Chu Tinh Kiệt                 | Tiểu Quỷ                  | Tiểu Quỷ       | Tiểu Quỷ                      | Tiểu Quỷ                  | Lâm Ngạn Tuấn                 | Tiểu Quỷ                   | Chu Chính Đình     |
| 7        | Tiểu Quỷ       | Hà Đông Đông   | Justin                        | Bốc Phàm                  | Bốc Phàm       | Châu Duệ                      | Vương Tử Dị               | Mộc Tử Dương                  | Chu Chính Đình             | Vương Tử Dị        |
| 8        | Jeffrey        | Bốc Phàm       | Thái Từ Khôn                  | Lý Quyền Triết            | Vương Tử Dị    | Justin                        | Vưu Trường Tĩnh           | Vương Tử Dị                   | Vưu Trường Tĩnh            | Tiểu Quỷ           |
| 9        | Bốc Phàm       | Jeffrey        | Lục Đình Hạo                  | Hà Đông Đông              | Lý Quyền Triết | Tần Phấn                      | Linh Siêu                 | Tiểu Quỷ                      | Bốc Phàm                   | Vưu Trường Tĩnh    |

### Kết quả chính thức
Trong đêm chung kết vào ngày 6 tháng 4 năm 2018, MC Lay thông báo tên chính thức của nhóm sẽ là Nine Percent.
| Tập 12 (Tổng lượt bình chọn) | Tập 12 (Tổng lượt bình chọn) | Tập 12 (Tổng lượt bình chọn) | Tập 12 (Tổng lượt bình chọn) |
| #                            | Tên                          | Lượt bình chọn               | Công ty                      |
| ---------------------------- | ---------------------------- | ---------------------------- | ---------------------------- |
| 1                            | Thái Từ Khôn                 | 47,640,887                   | Thực tập sinh tự do          |
| 2                            | Trần Lập Nông                | 20,441,802                   | A Legend Star Entertainment  |
| 3                            | Phạm Thừa Thừa               | 15,517,014                   | Yuehua Entertainment         |
| 4                            | Justin                       | 14,574,594                   | Yuehua Entertainment         |
| 5                            | Lâm Ngạn Tuấn                | 12,131,367                   | Banana Culture               |
| 6                            | Chu Chính Đình               | 11,938,796                   | Yuehua Entertainment         |
| 7                            | Vương Tử Dị                  | 8,561,329                    | Simply Joy Music             |
| 8                            | Tiểu Quỷ                     | 7,856,601                    | Gramarie Entertainment       |
| 9                            | Vưu Trường Tĩnh              | 7,706,054                    | Banana Culture               |

### Thứ tự bị loại
| Idol Producer Contestants | Idol Producer Contestants | Idol Producer Contestants | Idol Producer Contestants | Idol Producer Contestants |
| ------------------------- | ------------------------- | ------------------------- | ------------------------- | ------------------------- |
| Thái Từ Khôn              | Trần Lập Nông             | Phạm Thừa Thừa            | Justin                    | Lâm Ngạn Tuấn             |
| Chu Chính Đình            | Vương Tử Dị               | Tiểu Quỷ                  | Vưu Trường Tĩnh           | Tất Văn Quân              |
| Tiền Chính Hạo            | Bốc Phàm                  | Lý Hi Khản                | Chu Tinh Kiệt             | Linh Siêu                 |
| Trịnh Duệ Bân             | Jeffrey                   | Tần Phấn                  | Lâm Siêu Trạch            | Từ Thánh Ân               |
| Châu Ngạn Thần            | Mộc Tử Dương              | Lý Quyền Triết            | Hàn Mộc Bá                | Châu Duệ                  |
| Đinh Trạch Nhân           | Nhạc Nhạc                 | Dương Phi Đồng            | Lâu Tư Bác                | La Chính                  |
| Lục Đình Hạo              | Hoàng Tân Thuần           | Hà Đông Đông              | Lý Nhượng                 | Dư Minh Quân              |
| Tả Diệp                   | Đổng Nham Lỗi             | Hồ Trí Bang               | Vũ Liên Kiệt              | Đàm Tuấn Nghị             |
| Trương Dịch Hiên          | Hàn Ung Kiệt              | Hoàng Thư Hào             | Hứa Khải Hạo              | Vương Nghệ Long           |
| Tĩnh Bội Dao              | Chu Quân Nhất             | Chu Quân Thiên            | Lăng Kỳ                   | Lý Tuấn Nghị              |
| Tần Tử Mặc                | Trần Minh Hào             | Bối Hoành Lâm             | Lý Trường Canh            | Trương Đạt Nguyên         |
| Trần Tư Kỳ                | Minh Bằng                 | Curry                     | Lương Huy                 | Trương Đạt Hách           |
| Lý Nhược Thiên            | Khương Kinh Tá            | Khâu Trì Hài              | Cao Mậu Đồng              | Đặng Lãng Di              |
| Tôn Phàm Kiệt             | Lữ Thần Du                | Rapen                     | J-ONE                     | Tôn Hạo Nhiên             |
| Lâm Hạo Giai              | Lý Chí Kiệt               | Kim Dật Hàm               | Vạn Vũ Hiền               | Ứng Trí Việt              |
| Triệu Du Triệt            | Vương Tử Hào              | Trương Hân                | Diệp Hoằng Hi             | Trương Thần Vũ            |
| La Kiêt                   | Hà Gia Canh               | Trương Nghệ Phàm          | Triệu Lăng Phong          | Vu Hạo                    |
| Dương Nghệ                | Trương Yến Khải           | Từ Hạc Ni                 | Mẫn Hỷ Đường              | Trần Nghĩa Phu            |
| Vu Bân                    | Chu Đằng Dương            | Hoàng Nhựoc Hàm           | Chu Nhất Văn              | Cam Tuấn                  |
| Hầu Hạo Nhiên             | Lý Hâm Nham               | Tống Thụy Giác            | Gigel                     | Vương Hựu Thần            |

## Sản xuất
Giám đốc sản xuất Jiang Bin đã từng sản xuất rất nhiều chương trình thực tế tìm kiếm tài năng nổi tiếng như S-style Show, I Supermodel, Road to the Runway. Chương trình còn có sự tham gia sản xuất của Cheng Gan - tổng đạo diễn của chương trình Super Boy và Tan Yan - giám đốc hình ảnh của chương trình I am a Singer.
Các huấn luyện viên trong chương trình được giới thiệu thông qua poster online. Ngày 17 tháng 12 năm 2017, họp báo của chương trình đã được tổ chức với sự tham dự của các huấn luyện viên là Trương Nghệ Hưng (Lay), Vương Gia Nhĩ (Jackson Wang), Trình Tiêu (Cheng Xiao), Châu Khiết Quỳnh (Zhou Jieqiong/ KyulKyung) và Âu Dương Tĩnh (MC Jin). Ngày 3 tháng 2 năm 2018, 21 thí sinh của Idol Producer đã được Trương Nghệ Hưng đưa đến ghi hình và xuất hiện trên show truyền hình nổi tiếng Khoái lạc đại bản doanh (Happy Camp).

## Sự đón nhận của công chúng
Tập đầu tiên của chương trình nhận được hơn 100 triệu lượt người xem trong vòng một giờ đầu tiên phát sóng trên lý tưởng. Trương Nghệ Hưng ghi dấu ấn với sự tận tâm theo dõi, giám sát của mình đối với các thí sinh trong màn trình diễn của họ.
Chương trình cán mốc 2 tỷ lượt xem vào ngày 23/3/2018 sau 9 tập phát sóng.
Các thực tập sinh trong chương trình thu hút được số phiếu bình chọn quá lớn: Đợt 1 là hơn 95 triệu phiếu, đợt 2 hơn 250 triệu phiếu, đợt 3 hơn 76 triệu phiếu.

## Đĩa hát

### Singles
| Tiêu đề           | Album chi tiết                                                                |
| ----------------- | ----------------------------------------------------------------------------- |
| Idol Producer OST | - Phát hành: 16 Tháng 2018 - Ngôn Ngữ: Tiếng Phổ thông Track listing 1. Ei Ei |

## Tranh chấp đạo nhái
Chương trình đã bị cáo buộc đạo nhái dạng thức theo chương trình Produce 101 của Hàn Quốc. Ngoài ra, Mnet đã làm rõ rằng họ không liên quan đến quá trình sản xuất chương trình Idol Producer.